# Радиоматч СССР — США по шахматам 1945
Радиоматч СССР — США по шахматам проходил 1 — 4 сентября 1945 года с помощью радиосвязи на 10 шахматных досках в два тура. Первый международный шахматный матч на уровне сборных после Второй мировой войны. Сборная СССР передавала ходы из Москвы, а команда США — из Нью-Йорка.
Сборная СССР играла в помещении ЦДРИ в Москве. Сборная США размещалась в отеле «Генри Гудзон» в Нью-Йорке. Контроль времени — 2,5 часа на 40 ходов, затем — 1 час на 16 ходов. При передаче ходов использовался код Удемана. Передача хода длилась в среднем 5 минут.
Соединённые Штаты были победителями четырёх олимпиад в 1930-х годах, а Советский Союз, как ожидалось, должен был стать новым гегемоном на шахматной арене, но война прервала международные связи и не было возможности оценить силу советских игроков. О силе этих сборных свидетельствует также факт, что среди участников матча было 4 из 6 гроссмейстеров, в будущем приглашенных на матч-турнир за звание чемпиона мира 1948 года (могло быть 5 из 6, но Пауля Кереса не включили в сборную СССР из идейно-политических соображений).
До того сборные Советского Союза и Соединённых Штатов не встречались между собой ни в одном виде спорта. Первая такая встреча должна была стать символом единения и культурного сотрудничества союзников во Второй мировой войне, но, учитывая политическое противостояние, она имела и пропагандистское значение.
Разгромная победа сборной СССР со счетом 15½:4½ начала эпоху доминирования советской шахматной школы в мире.

## Радио и шахматы

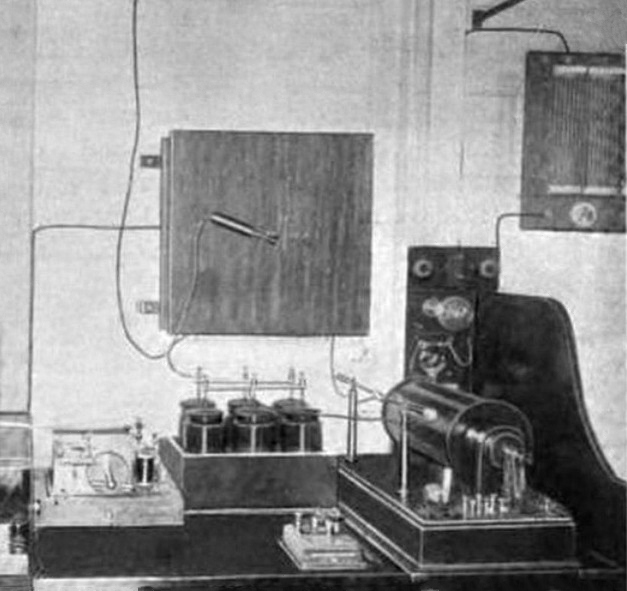
Радиопередатчик конструкции Маркони на корабле «Миннетонка». Вероятно, в 1902 году именно на нем передавали ходы первой шахматной партии на радиоволнах (фотография 1902 года)

Шахматисты издавна стремились организовывать матчи между отдельными игроками или командами клубов и городов, географически удаленных друг от друга. Партии по переписке длились месяцами и годами через медленное почтовое сообщение. В XIX веке с появлением современных средств связи шахматисты начали использовать телеграф (первой междугородней телеграфной встречей стал матч Балтимор — Вашингтон 1844 года), позже — телефон, что значительно уменьшило время ожидания хода соперника. С помощью кабельной связи проводили регулярные международные матчи между командами Англии и США (1896—1911). Первую партию по беспроводному радио сыграли в 1902 году между лайнерами «Этрурия» и «Миннетонка», и в последующие годы шахматные партии через радиосвязь стали сенсацией в прессе.
Однако, шахматные радиоматчи на самом высоком уровне оставались редкостью. Среди международных радиоматчей до 1945 года:
- Гейверфордский колледж (США) — Оксфордский университет (1924)
- Гейверфордский колледж (США) — Парижский университет (1926)
- Шахматный клуб Манилы — шахматный клуб Шанхая (1926)
- Шахматный клуб Росарио (Аргентина) — команда Уругвая (1926)
- Парламент Австралии — Палата общин (Великобритания) (1927)
- Шахматный клуб Лос-Анджелеса — Шахматный клуб Росарио (Аргентина) (1930)

Таким образом, радиоматч СССР — США стал первым шахматным матчем на уровне сборных, который провели с помощью беспроводной радиосвязи.

## Организация матча, место проведения
Во второй половине 1943 года в США решили организовать шахматный матч между командами Соединённых Штатов и Советского Союза. Это мероприятие должно было укрепить культурные связи между двумя союзниками.
Официальное приглашение американская сторона направила через Общество помощи России в войне 21 октября 1943 года в Московский шахматный комитет в составе Всесоюзного комитета по делам физической культуры и спорта за подписью Джорджа Стерджиса (англ. George Sturgis), президента Шахматной федерации США.
Как президент Шахматной федерации США, сердечно приглашаю ведущих шахматных мастеров Советского Союза принять участие в шахматном радиоматче против сборной США.
Стоимость радиосвязи для передачи ходов в обе стороны будет покрыта за счет подписки частных лиц в нашей стране. Всю выручку от продажи билетов передадут Обществу помощи России в войне.
Мы искренне надеемся, что вы воспримете идею об этой встрече с одобрением, потому что мы чтим то, как СССР продолжает, укрепляет и развивает культурные достижения во время войны.
В частности мы были очень поражены широким интересом к шахматам в СССР. За соревнованиями ваших выдающихся шахматных мастеров на турнирах, проходивших в Москве, Свердловске и других центрах, следили и обсуждали тысячи шахматистов в нашей стране. Мы считаем, что наш общий интерес к шахматам может служить плодотворным средством развития культурных связей между нашими двумя странами и что предложенный матч улучшит дружеские отношения между нами.
Мы осознаем, что ваши шахматные мастера служат своей стране в Вооруженных силах и другими способами. Такая же ситуация и здесь. Тем не менее, мы знаем, что культурное значение шахмат и его полезное влияние на боевой дух в военное время заключается в возможности проводить важные турниры как в СССР, так и в США. Надеемся, что вам также удастся организовать этот международный шахматный радиоматч.
В нашем государстве все заинтересованные стороны с энтузиазмом встретили это предложение. Наши ведущие игроки, среди которых гроссмейстеры Маршалл, Решевский, Пинкус, Адамс, Шейнсвит и другие, с радостью согласились сыграть в команде США. Мистер Морис Вертхейм, президент Manhattan Chess Club, согласился возглавить комитет, ответственный за финансовые и другие стороны. Редакторы нашего официального органа, „Chess Review“, которые подали и поддержали это предложение, выступят спонсорами матча в сотрудничестве с Шахматной федерацией шахмат Соединённых Штатов и предоставят широкую огласку мероприятия. Представители Обществу помощи России выразили свою искреннюю поддержку и помощь.
Практические детали поединка могут быть согласованы, как только мы получим ваше согласие на приглашение. Предварительно мы предлагаем, чтобы команда с каждой стороны имела не менее 5 и не более 10 игроков. Больше всего подходящим временем был бы январь 1944 года. Матч, возможно, будет завершен через два-три дня, при условии, что связь не будет прерываться.

С нетерпением ждем вашего ответа, Джордж Стерджис, президент, Шахматная федерация США

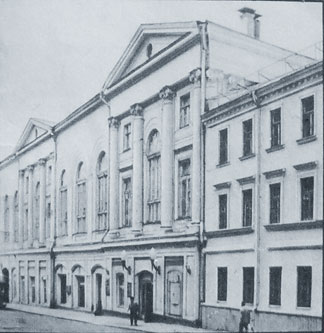
Центральный дом работников искусств в Москве, историческое фото

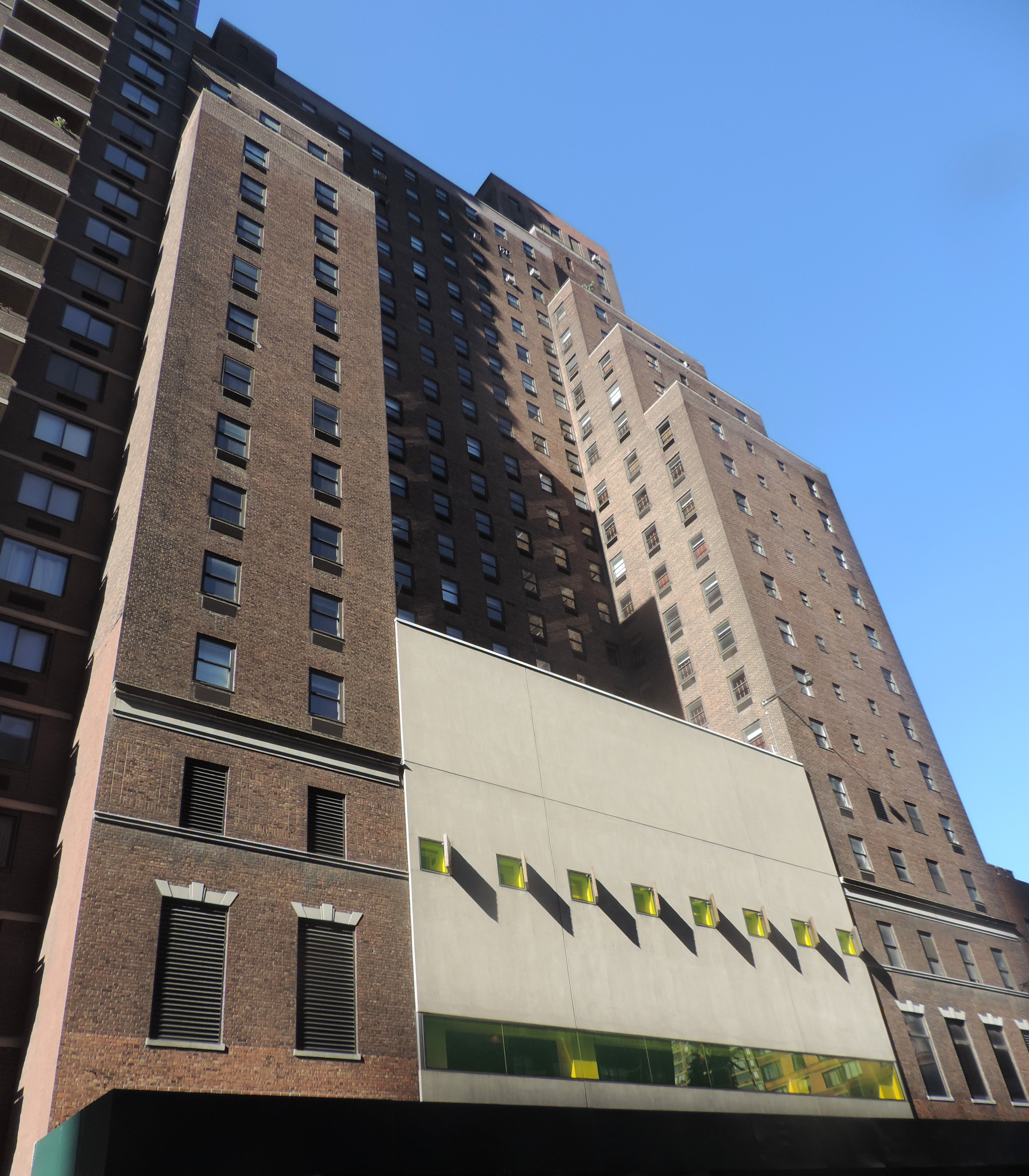
Отель «Гудзон» в Нью-Йорке, современное фото

К реализации матча вернулись уже в конце войны. 26 апреля 1945 года советская сторона прислала подтверждающую радиограмму за подписью гроссмейстера М. Ботвинника и контр-адмирала И. Папанина о готовности сыграть матч на 10 шахматных досках в 2 тура; матч предложили начать 20 июля. Во время переговоров дату пришлось сместить, ведь на июнь был запланирован чемпионат СССР, а затем в Соединённых Штатах происходили важнейшие национальные соревнования (Открытое первенство США и Панамериканский турнир). В итоге стороны решили сыграть матч в начале сентября 1945 года.
В Москве спортивное руководство решило полностью изолировать шахматистов от зрителей. Гроссмейстеры играли в Центральном доме работников искусств, а зрительный зал на 1300 мест обустроили в Центральном доме культуры железнодорожников. Во время открытия матча с речью выступили председатель Всесоюзного комитета по делам физической культуры и спорта Николай Романов и председатель правления Всесоюзного общества культурной связи с заграницей Владимир Кеменов, почетным гостем на матче был посол США в Советском Союзе Аверелл Гарриман.
В Нью-Йорке местом проведения стал отель «Гудзон» (англ. Henry Hudson Hotel). Событие рекламировали в СМИ, для зрителей выделили зал на 1000 мест, билеты в который были платными. На церемонии открытия выступил мэр города Фиорелли Ла Гуардиа, он же выполнил от имени Арнолда Денкера на демонстрационной шахматной доске ход 1.d2-d4 в партии Денкер — Ботвинник. На десяти больших хорошо освещенных демонстрационных шахматных досках зрители наблюдали за ходом всех партий, а каждый ход объявляли со сцены. На матче присутствовал чемпион Бразилии Вальтер Крус. В торжествах принимали участие советский консул в Нью-Йорке Павел Михайлов и певица Грейс Мур.
Ходы набирали на телетайпе кодом Удемана и азбукой Морзе.

## Составы команд
Состав сборной Советского Союза
Безоговорочным лидером сборной СССР был Михаил Ботвинник — многократный чемпион СССР и главный претендент на звание чемпиона мира. На 2-ю и 3-ю шахматную доску поставили, соответственно, Василия Смыслова и Исаака Болеславского. Смыслов стабильно занимал высокие места на турнирах начала 1940-х, однако в первенстве страны 1945 года опустился в нижнюю половину таблицы. Болеславский стал третьим призёром чемпионата СССР 1944 и вторым призёром 1945 года. Саломон Флор был одним из ведущих гроссмейстеров СССР, 4-м призёром в чемпионате-44, но в следующем году не смог завершить чемпионат-45. Можно также отметить самого молодого основного игрока команды — Давида Бронштейна. Третье место в чемпионате СССР 1945 года было лишь первым крупным успехом 21-летнего мастера, поэтому из-за отсутствия опыта его поставили на последнюю шахматную доску.
Номер игрока означает шахматную доску. Дополнительно указаны призовые места в главных турнирах 1943—1945 годов (чемпионат СССР по шахматам, чемпионат Москвы по шахматам и другие).
1. Михаил Ботвинник (Москва[13]) — победитель турнира в Свердловске 1943 года, победа в чемпионате Москвы 1943 (вне конкурса), чемпион СССР 1944 и 1945 годов
2. Василий Смыслов (Москва) — 3-4-е места в турнире в Свердловске 1943, чемпион Москвы 1943 и 1944 годов, 2-е место в чемпионате СССР 1944
3. Исаак Болеславский (Свердловск) — 3-е место в чемпионате СССР 1944, 2-е место в чемпионате СССР 1945
4. Саломон Флор (Москва)
5. Александр Котов (Москва)
6. Игорь Бондаревский (Москва)
7. Андрэ Лилиенталь (Москва) — 3-е место в чемпионате Москвы 1944
8. Вячеслав Рагозин (Москва) — 2-е место в чемпионате Москвы 1944
9. Владимир Макогонов (Баку) — 2-е место в турнире в Свердловске 1943
10. Давид Бронштейн (Сталинград) — 3-е место в чемпионате СССР 1945 года

Запасные участники: Александр Константинопольский, Виталий Чеховер, Петр Романовский и И. И. Рудаковский.
Капитан: Виктор Герман — председатель Шахматной федерации СССР.
В сборную не включили гражданина СССР, эстонца, Пауля Кереса. По ретроспективному рейтингу Chessmetrics в сентябре 1945 года он был третьим по силе шахматистом мира, в будущем выиграл чемпионат СССР 1947 года и получил третье место на турнире за звание чемпиона мира 1948. Однако, за то, что в 1941 году он не эвакуировался в тыл СССР, а остался в Эстонии и участвовал в турнирах на немецкой территории, после завершения войны шахматиста внесли в перечень «врагов советской власти». Гроссмейстеру не позволили сыграть в первенстве СССР 1945 года и престижном турнире в Голландии 1946 года. Шахматная власть не включила Кереса в сборную Советского Союза на матч с американцами, позволив только отправить 10 ноября 1945 года телеграмму заокеанским коллегам с поздравлением по случаю первого послевоенного американского турнира.
Состав сборной Соединённых Штатов
США решили расположить на первой шахматной доске чемпиона страны 1944 года Арнолда Денкера. Признанные лидеры американских шахмат, которые регулярно занимали призовые места — Самуэль Решевский и Ройбен Файн — соревновались, соответственно, за 2-й и 3-й досками. Под вопросом была спортивная форма 53-летнего ветерана Абрама Купчика на 9-й доске, который уже несколько лет не играл в серьёзных турнирах.
Номер игрока означает шахматную доску. Дополнительно указаны призовые места в главных турнирах 1943—1945 годов (чемпионат США по шахматам, открытый чемпионат США по шахматам, Панамериканский турнир и другие).
1. Арнолд Денкер (Нью-Йорк)[17] — чемпион США 1944 года
2. Самуэль Решевский (Нью-Йорк) — победитель открытого чемпионата США 1944, победитель Панамериканского турнира 1945
3. Ройбен Файн (Нью-Йорк) — 2-е место в чемпионате США 1944, 2-е место в Панамериканском турнире 1945
4. Изрейел Алберт Горовиц (Нью-Йорк) — чемпион штата Нью-Йорк 1943, победитель открытого чемпионата США в 1943, 3-4-е места в чемпионате США 1944
5. Исаак Кэжден (Нью-Йорк)
6. Герман Стейнер (Лос-Анджелес)[18] — 3-4-е места в чемпионате США 1944
7. Альберт Пинкус (Нью-Йорк)[19]
8. Герберт Сейдмэн (Нью-Йорк)[20]
9. Абрам Купчик (Нью-Йорк)
10. Энтони Сантасьер (Нью-Йорк)[21] — 2-е место в открытом чемпионате США 1944, победитель открытого чемпионата США 1945 года

Запасные участники (в порядке очередности возможного выхода): А. Кевиц, Р. Уиллмэн, Дж. Левин, Дж. Шейнсуит, У. Адамс, Эд. Ласкер, Ф. Рейнфельд, Э. Джексон, С. Фактор и М. Старк.

## Прогнозы
Сравнение сил шахматистов США и СССР было весьма условным, ведь сборная Советского Союза никогда не выступала в международных соревнованиях, а сборная США в последний раз выступала на шахматной олимпиаде 1937 года. В СССР даже в военное время происходили сильные турниры, значительных успехов в которых достиг Василий Смыслов, тогда как в США не было такого количества молодых талантов, а один из символов американских шахмат, ветеран Фрэнк Маршалл, умер в 1944 году.
По мнению шахматного деятеля и запасного игрока команды СССР Петра Романовского, борьба должна была быть ровной с небольшим преимуществом сборной Советского Союза. Даже самые оптимистичные прогнозы с советской стороны не предусматривали победы больше, чем 12:8. В то же время, учитывая важную пропагандистскую составляющую, коммунистические чиновники ожидали уверенную победу советских шахматистов, ведь в сталинские времена только с такими гарантиями партийное руководство позволило бы проведение матча.
На 1-й доске чемпион США Арнолд Денкер (который не имел опыта международных выступлений) вряд ли мог что-то противопоставить призёру нескольких международных турниров Михаилу Ботвиннику — многократному чемпиону СССР и претенденту на звание чемпиона мира. Зато, на 2-5-й шахматных досках класс соперников был равный.
В одной из статей «Chess Review» было высказано мнение, что в матче на 100 шахматных досках советская команда разгромила бы американскую, а на меньшем количестве досок больше шансов имеют США. В Соединённых Штатах американскую команду считали фаворитом, хотя предсказывали равную борьбу, где преимущество должны были обеспечить опытные гроссмейстеры с мировым именем на 2-й и 3-й шахматных досках: Самуил Решевский и Ройбен Файн. По словам Романовского, в СССР минимальное поражение молодых Василия Смыслова и Исаака Болеславского в сумме 1½:2½ на этих шахматных досках не воспринимали бы как катастрофу, а ничью 2:2 считали бы хорошим результатом.
На 4-й и 5-й шахматных досках шансы Флора и Котова против Горовица и Кэждена считали равными.
На остальных шахматных досок игроки команды СССР значительно превосходили соперников. Даже последние трое основных участников — Рагозин, Макогонов и Бронштейн — были игроками международного класса и могли усилить любую сборную мира.
В таблице приведены места в ретроспективном рейтинге Chessmetrics и возраст участников в сентябре 1945 года. Только на двух шахматных досках американцы были младше соперников (Денкер и Сейдмэн) и только на одной превосходили оппонентов по рейтингу (Решевский).
|                    | № в мире | Лет | Лет | № в мире |                   |
| ------------------ | -------- | --- | --- | -------- | ----------------- |
| Михаил Ботвинник   | 1        | 34  | 31  | 52*      | Арнолд Денкер     |
| Василий Смыслов    | 8        | 24  | 33  | 5        | Самуэль Решевский |
| Исаак Болеславский | 6        | 26  | 30  | 10       | Ройбен Файн       |
| Саломон Флор       | 11       | 36  | 37  | 27       | Ал Горовиц        |
| Александр Котов    | 12       | 32  | 39  | 36       | Айзек Кэжден      |
| Игорь Бондаревский | 21       | 32  | 40  | 71       | Герман Стейнер    |
| Андре Лилиенталь   | 17       | 34  | 42  | 65**     | Альберт Пинкус    |
| Вячеслав Рагозин   | 20       | 36  | 24  | 122      | Герберт Сейдмэн   |
| Владимир Макогонов | 7        | 41  | 53  | 69***    | Абрам Купчик      |
| Давид Бронштейн    | 19       | 21  | 40  | 106      | Энтони Сантасьер  |

```
*январь 1946
**октябрь 1945
***декабрь 1942
```

## Контроль времени и регламент

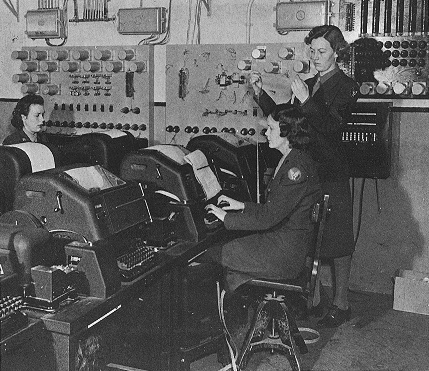
Типичные телетайпы 1940-х годов

Был установлен следующий контроль времени: 2½ часа на 40 ходов и 1 час на каждые последующие 16 ходов (чистое время, без учёта задержек на передачу ходов). Для передачи информации использовали телетайп и азбуку Морзе, а для аннотации ходов — код Удемана. В среднем для записи, проверки, передачи и приема каждого хода нужно было 5 минут. На то время ещё не разработали детальных регламентов подобных матчей, из-за отсутствия опыта, процесс передачи ходов затягивался. Некоторые шахматисты во время ожидания на ход соперника прогуливались, а И. Болеславский читал книгу.
В первом туре команда США играет белыми на нечетных шахматных досках (1, 3, 5, 7, 9). Во втором туре уже команда СССР играет белыми на нечетных шахматных досках. Начало игры:
- 1-й тур — 1 сентября в 10:00 по Нью-Йорку (Североамериканское восточное время) и 16:00 по Москве (московское время) (17:00?[30]);
- Доигрывание 1-го тура — следующего в 17:00 по Москве;
- 2-й тур — 1 сентября в 10:00 за Нью-Йорком и 16:00 по Москве;

Пары на шахматных досках сохранялись, то есть на каждой шахматной доске соперники проведут друг против друга 2 партии.
В Советском Союзе начальником штаба по проведению матча стал шахматный организатор Яков Рохлин, а представителем советской стороны в судейской коллегии матча — Николай Зубарев.
В Москве в игровом зале должен находиться представитель американской команды (ими стали Эймс и Фрай), а в Нью-Йорке — представитель советской команды. Они будут следить за соблюдением регламента и правил. Стороны также согласовали лицо арбитра матча. Им стал президент Британской шахматной федерации Джоб Найтингейл Дербишир (англ. Alderman Job Nightingale Derbyshire, 1866—1954).

## Лучшие партии
|   | a | b | c | d | e | f | g | h |   |
| - | --- | --- | --- | --- | --- | --- | --- | --- | - |
| 8 | a8 чёрная ладья · d8 чёрный ферзь · e8 чёрный слон · f8 чёрная ладья · g8 чёрный король · c7 чёрная пешка · g7 чёрный слон · h7 чёрная пешка · a6 чёрная пешка · c6 чёрная пешка · d6 чёрный конь · c5 белый слон · f5 чёрная пешка · a4 белый слон · f4 белая пешка · c3 белый конь · a2 белая пешка · b2 белая пешка · f2 белый ферзь · g2 белая пешка · h2 белая пешка · d1 белая ладья · e1 белая ладья · g1 белый король | a8 чёрная ладья · d8 чёрный ферзь · e8 чёрный слон · f8 чёрная ладья · g8 чёрный король · c7 чёрная пешка · g7 чёрный слон · h7 чёрная пешка · a6 чёрная пешка · c6 чёрная пешка · d6 чёрный конь · c5 белый слон · f5 чёрная пешка · a4 белый слон · f4 белая пешка · c3 белый конь · a2 белая пешка · b2 белая пешка · f2 белый ферзь · g2 белая пешка · h2 белая пешка · d1 белая ладья · e1 белая ладья · g1 белый король | a8 чёрная ладья · d8 чёрный ферзь · e8 чёрный слон · f8 чёрная ладья · g8 чёрный король · c7 чёрная пешка · g7 чёрный слон · h7 чёрная пешка · a6 чёрная пешка · c6 чёрная пешка · d6 чёрный конь · c5 белый слон · f5 чёрная пешка · a4 белый слон · f4 белая пешка · c3 белый конь · a2 белая пешка · b2 белая пешка · f2 белый ферзь · g2 белая пешка · h2 белая пешка · d1 белая ладья · e1 белая ладья · g1 белый король | a8 чёрная ладья · d8 чёрный ферзь · e8 чёрный слон · f8 чёрная ладья · g8 чёрный король · c7 чёрная пешка · g7 чёрный слон · h7 чёрная пешка · a6 чёрная пешка · c6 чёрная пешка · d6 чёрный конь · c5 белый слон · f5 чёрная пешка · a4 белый слон · f4 белая пешка · c3 белый конь · a2 белая пешка · b2 белая пешка · f2 белый ферзь · g2 белая пешка · h2 белая пешка · d1 белая ладья · e1 белая ладья · g1 белый король | a8 чёрная ладья · d8 чёрный ферзь · e8 чёрный слон · f8 чёрная ладья · g8 чёрный король · c7 чёрная пешка · g7 чёрный слон · h7 чёрная пешка · a6 чёрная пешка · c6 чёрная пешка · d6 чёрный конь · c5 белый слон · f5 чёрная пешка · a4 белый слон · f4 белая пешка · c3 белый конь · a2 белая пешка · b2 белая пешка · f2 белый ферзь · g2 белая пешка · h2 белая пешка · d1 белая ладья · e1 белая ладья · g1 белый король | a8 чёрная ладья · d8 чёрный ферзь · e8 чёрный слон · f8 чёрная ладья · g8 чёрный король · c7 чёрная пешка · g7 чёрный слон · h7 чёрная пешка · a6 чёрная пешка · c6 чёрная пешка · d6 чёрный конь · c5 белый слон · f5 чёрная пешка · a4 белый слон · f4 белая пешка · c3 белый конь · a2 белая пешка · b2 белая пешка · f2 белый ферзь · g2 белая пешка · h2 белая пешка · d1 белая ладья · e1 белая ладья · g1 белый король | a8 чёрная ладья · d8 чёрный ферзь · e8 чёрный слон · f8 чёрная ладья · g8 чёрный король · c7 чёрная пешка · g7 чёрный слон · h7 чёрная пешка · a6 чёрная пешка · c6 чёрная пешка · d6 чёрный конь · c5 белый слон · f5 чёрная пешка · a4 белый слон · f4 белая пешка · c3 белый конь · a2 белая пешка · b2 белая пешка · f2 белый ферзь · g2 белая пешка · h2 белая пешка · d1 белая ладья · e1 белая ладья · g1 белый король | a8 чёрная ладья · d8 чёрный ферзь · e8 чёрный слон · f8 чёрная ладья · g8 чёрный король · c7 чёрная пешка · g7 чёрный слон · h7 чёрная пешка · a6 чёрная пешка · c6 чёрная пешка · d6 чёрный конь · c5 белый слон · f5 чёрная пешка · a4 белый слон · f4 белая пешка · c3 белый конь · a2 белая пешка · b2 белая пешка · f2 белый ферзь · g2 белая пешка · h2 белая пешка · d1 белая ладья · e1 белая ладья · g1 белый король | 8 |
| 7 | a8 чёрная ладья · d8 чёрный ферзь · e8 чёрный слон · f8 чёрная ладья · g8 чёрный король · c7 чёрная пешка · g7 чёрный слон · h7 чёрная пешка · a6 чёрная пешка · c6 чёрная пешка · d6 чёрный конь · c5 белый слон · f5 чёрная пешка · a4 белый слон · f4 белая пешка · c3 белый конь · a2 белая пешка · b2 белая пешка · f2 белый ферзь · g2 белая пешка · h2 белая пешка · d1 белая ладья · e1 белая ладья · g1 белый король | a8 чёрная ладья · d8 чёрный ферзь · e8 чёрный слон · f8 чёрная ладья · g8 чёрный король · c7 чёрная пешка · g7 чёрный слон · h7 чёрная пешка · a6 чёрная пешка · c6 чёрная пешка · d6 чёрный конь · c5 белый слон · f5 чёрная пешка · a4 белый слон · f4 белая пешка · c3 белый конь · a2 белая пешка · b2 белая пешка · f2 белый ферзь · g2 белая пешка · h2 белая пешка · d1 белая ладья · e1 белая ладья · g1 белый король | a8 чёрная ладья · d8 чёрный ферзь · e8 чёрный слон · f8 чёрная ладья · g8 чёрный король · c7 чёрная пешка · g7 чёрный слон · h7 чёрная пешка · a6 чёрная пешка · c6 чёрная пешка · d6 чёрный конь · c5 белый слон · f5 чёрная пешка · a4 белый слон · f4 белая пешка · c3 белый конь · a2 белая пешка · b2 белая пешка · f2 белый ферзь · g2 белая пешка · h2 белая пешка · d1 белая ладья · e1 белая ладья · g1 белый король | a8 чёрная ладья · d8 чёрный ферзь · e8 чёрный слон · f8 чёрная ладья · g8 чёрный король · c7 чёрная пешка · g7 чёрный слон · h7 чёрная пешка · a6 чёрная пешка · c6 чёрная пешка · d6 чёрный конь · c5 белый слон · f5 чёрная пешка · a4 белый слон · f4 белая пешка · c3 белый конь · a2 белая пешка · b2 белая пешка · f2 белый ферзь · g2 белая пешка · h2 белая пешка · d1 белая ладья · e1 белая ладья · g1 белый король | a8 чёрная ладья · d8 чёрный ферзь · e8 чёрный слон · f8 чёрная ладья · g8 чёрный король · c7 чёрная пешка · g7 чёрный слон · h7 чёрная пешка · a6 чёрная пешка · c6 чёрная пешка · d6 чёрный конь · c5 белый слон · f5 чёрная пешка · a4 белый слон · f4 белая пешка · c3 белый конь · a2 белая пешка · b2 белая пешка · f2 белый ферзь · g2 белая пешка · h2 белая пешка · d1 белая ладья · e1 белая ладья · g1 белый король | a8 чёрная ладья · d8 чёрный ферзь · e8 чёрный слон · f8 чёрная ладья · g8 чёрный король · c7 чёрная пешка · g7 чёрный слон · h7 чёрная пешка · a6 чёрная пешка · c6 чёрная пешка · d6 чёрный конь · c5 белый слон · f5 чёрная пешка · a4 белый слон · f4 белая пешка · c3 белый конь · a2 белая пешка · b2 белая пешка · f2 белый ферзь · g2 белая пешка · h2 белая пешка · d1 белая ладья · e1 белая ладья · g1 белый король | a8 чёрная ладья · d8 чёрный ферзь · e8 чёрный слон · f8 чёрная ладья · g8 чёрный король · c7 чёрная пешка · g7 чёрный слон · h7 чёрная пешка · a6 чёрная пешка · c6 чёрная пешка · d6 чёрный конь · c5 белый слон · f5 чёрная пешка · a4 белый слон · f4 белая пешка · c3 белый конь · a2 белая пешка · b2 белая пешка · f2 белый ферзь · g2 белая пешка · h2 белая пешка · d1 белая ладья · e1 белая ладья · g1 белый король | a8 чёрная ладья · d8 чёрный ферзь · e8 чёрный слон · f8 чёрная ладья · g8 чёрный король · c7 чёрная пешка · g7 чёрный слон · h7 чёрная пешка · a6 чёрная пешка · c6 чёрная пешка · d6 чёрный конь · c5 белый слон · f5 чёрная пешка · a4 белый слон · f4 белая пешка · c3 белый конь · a2 белая пешка · b2 белая пешка · f2 белый ферзь · g2 белая пешка · h2 белая пешка · d1 белая ладья · e1 белая ладья · g1 белый король | 7 |
| 6 | a8 чёрная ладья · d8 чёрный ферзь · e8 чёрный слон · f8 чёрная ладья · g8 чёрный король · c7 чёрная пешка · g7 чёрный слон · h7 чёрная пешка · a6 чёрная пешка · c6 чёрная пешка · d6 чёрный конь · c5 белый слон · f5 чёрная пешка · a4 белый слон · f4 белая пешка · c3 белый конь · a2 белая пешка · b2 белая пешка · f2 белый ферзь · g2 белая пешка · h2 белая пешка · d1 белая ладья · e1 белая ладья · g1 белый король | a8 чёрная ладья · d8 чёрный ферзь · e8 чёрный слон · f8 чёрная ладья · g8 чёрный король · c7 чёрная пешка · g7 чёрный слон · h7 чёрная пешка · a6 чёрная пешка · c6 чёрная пешка · d6 чёрный конь · c5 белый слон · f5 чёрная пешка · a4 белый слон · f4 белая пешка · c3 белый конь · a2 белая пешка · b2 белая пешка · f2 белый ферзь · g2 белая пешка · h2 белая пешка · d1 белая ладья · e1 белая ладья · g1 белый король | a8 чёрная ладья · d8 чёрный ферзь · e8 чёрный слон · f8 чёрная ладья · g8 чёрный король · c7 чёрная пешка · g7 чёрный слон · h7 чёрная пешка · a6 чёрная пешка · c6 чёрная пешка · d6 чёрный конь · c5 белый слон · f5 чёрная пешка · a4 белый слон · f4 белая пешка · c3 белый конь · a2 белая пешка · b2 белая пешка · f2 белый ферзь · g2 белая пешка · h2 белая пешка · d1 белая ладья · e1 белая ладья · g1 белый король | a8 чёрная ладья · d8 чёрный ферзь · e8 чёрный слон · f8 чёрная ладья · g8 чёрный король · c7 чёрная пешка · g7 чёрный слон · h7 чёрная пешка · a6 чёрная пешка · c6 чёрная пешка · d6 чёрный конь · c5 белый слон · f5 чёрная пешка · a4 белый слон · f4 белая пешка · c3 белый конь · a2 белая пешка · b2 белая пешка · f2 белый ферзь · g2 белая пешка · h2 белая пешка · d1 белая ладья · e1 белая ладья · g1 белый король | a8 чёрная ладья · d8 чёрный ферзь · e8 чёрный слон · f8 чёрная ладья · g8 чёрный король · c7 чёрная пешка · g7 чёрный слон · h7 чёрная пешка · a6 чёрная пешка · c6 чёрная пешка · d6 чёрный конь · c5 белый слон · f5 чёрная пешка · a4 белый слон · f4 белая пешка · c3 белый конь · a2 белая пешка · b2 белая пешка · f2 белый ферзь · g2 белая пешка · h2 белая пешка · d1 белая ладья · e1 белая ладья · g1 белый король | a8 чёрная ладья · d8 чёрный ферзь · e8 чёрный слон · f8 чёрная ладья · g8 чёрный король · c7 чёрная пешка · g7 чёрный слон · h7 чёрная пешка · a6 чёрная пешка · c6 чёрная пешка · d6 чёрный конь · c5 белый слон · f5 чёрная пешка · a4 белый слон · f4 белая пешка · c3 белый конь · a2 белая пешка · b2 белая пешка · f2 белый ферзь · g2 белая пешка · h2 белая пешка · d1 белая ладья · e1 белая ладья · g1 белый король | a8 чёрная ладья · d8 чёрный ферзь · e8 чёрный слон · f8 чёрная ладья · g8 чёрный король · c7 чёрная пешка · g7 чёрный слон · h7 чёрная пешка · a6 чёрная пешка · c6 чёрная пешка · d6 чёрный конь · c5 белый слон · f5 чёрная пешка · a4 белый слон · f4 белая пешка · c3 белый конь · a2 белая пешка · b2 белая пешка · f2 белый ферзь · g2 белая пешка · h2 белая пешка · d1 белая ладья · e1 белая ладья · g1 белый король | a8 чёрная ладья · d8 чёрный ферзь · e8 чёрный слон · f8 чёрная ладья · g8 чёрный король · c7 чёрная пешка · g7 чёрный слон · h7 чёрная пешка · a6 чёрная пешка · c6 чёрная пешка · d6 чёрный конь · c5 белый слон · f5 чёрная пешка · a4 белый слон · f4 белая пешка · c3 белый конь · a2 белая пешка · b2 белая пешка · f2 белый ферзь · g2 белая пешка · h2 белая пешка · d1 белая ладья · e1 белая ладья · g1 белый король | 6 |
| 5 | a8 чёрная ладья · d8 чёрный ферзь · e8 чёрный слон · f8 чёрная ладья · g8 чёрный король · c7 чёрная пешка · g7 чёрный слон · h7 чёрная пешка · a6 чёрная пешка · c6 чёрная пешка · d6 чёрный конь · c5 белый слон · f5 чёрная пешка · a4 белый слон · f4 белая пешка · c3 белый конь · a2 белая пешка · b2 белая пешка · f2 белый ферзь · g2 белая пешка · h2 белая пешка · d1 белая ладья · e1 белая ладья · g1 белый король | a8 чёрная ладья · d8 чёрный ферзь · e8 чёрный слон · f8 чёрная ладья · g8 чёрный король · c7 чёрная пешка · g7 чёрный слон · h7 чёрная пешка · a6 чёрная пешка · c6 чёрная пешка · d6 чёрный конь · c5 белый слон · f5 чёрная пешка · a4 белый слон · f4 белая пешка · c3 белый конь · a2 белая пешка · b2 белая пешка · f2 белый ферзь · g2 белая пешка · h2 белая пешка · d1 белая ладья · e1 белая ладья · g1 белый король | a8 чёрная ладья · d8 чёрный ферзь · e8 чёрный слон · f8 чёрная ладья · g8 чёрный король · c7 чёрная пешка · g7 чёрный слон · h7 чёрная пешка · a6 чёрная пешка · c6 чёрная пешка · d6 чёрный конь · c5 белый слон · f5 чёрная пешка · a4 белый слон · f4 белая пешка · c3 белый конь · a2 белая пешка · b2 белая пешка · f2 белый ферзь · g2 белая пешка · h2 белая пешка · d1 белая ладья · e1 белая ладья · g1 белый король | a8 чёрная ладья · d8 чёрный ферзь · e8 чёрный слон · f8 чёрная ладья · g8 чёрный король · c7 чёрная пешка · g7 чёрный слон · h7 чёрная пешка · a6 чёрная пешка · c6 чёрная пешка · d6 чёрный конь · c5 белый слон · f5 чёрная пешка · a4 белый слон · f4 белая пешка · c3 белый конь · a2 белая пешка · b2 белая пешка · f2 белый ферзь · g2 белая пешка · h2 белая пешка · d1 белая ладья · e1 белая ладья · g1 белый король | a8 чёрная ладья · d8 чёрный ферзь · e8 чёрный слон · f8 чёрная ладья · g8 чёрный король · c7 чёрная пешка · g7 чёрный слон · h7 чёрная пешка · a6 чёрная пешка · c6 чёрная пешка · d6 чёрный конь · c5 белый слон · f5 чёрная пешка · a4 белый слон · f4 белая пешка · c3 белый конь · a2 белая пешка · b2 белая пешка · f2 белый ферзь · g2 белая пешка · h2 белая пешка · d1 белая ладья · e1 белая ладья · g1 белый король | a8 чёрная ладья · d8 чёрный ферзь · e8 чёрный слон · f8 чёрная ладья · g8 чёрный король · c7 чёрная пешка · g7 чёрный слон · h7 чёрная пешка · a6 чёрная пешка · c6 чёрная пешка · d6 чёрный конь · c5 белый слон · f5 чёрная пешка · a4 белый слон · f4 белая пешка · c3 белый конь · a2 белая пешка · b2 белая пешка · f2 белый ферзь · g2 белая пешка · h2 белая пешка · d1 белая ладья · e1 белая ладья · g1 белый король | a8 чёрная ладья · d8 чёрный ферзь · e8 чёрный слон · f8 чёрная ладья · g8 чёрный король · c7 чёрная пешка · g7 чёрный слон · h7 чёрная пешка · a6 чёрная пешка · c6 чёрная пешка · d6 чёрный конь · c5 белый слон · f5 чёрная пешка · a4 белый слон · f4 белая пешка · c3 белый конь · a2 белая пешка · b2 белая пешка · f2 белый ферзь · g2 белая пешка · h2 белая пешка · d1 белая ладья · e1 белая ладья · g1 белый король | a8 чёрная ладья · d8 чёрный ферзь · e8 чёрный слон · f8 чёрная ладья · g8 чёрный король · c7 чёрная пешка · g7 чёрный слон · h7 чёрная пешка · a6 чёрная пешка · c6 чёрная пешка · d6 чёрный конь · c5 белый слон · f5 чёрная пешка · a4 белый слон · f4 белая пешка · c3 белый конь · a2 белая пешка · b2 белая пешка · f2 белый ферзь · g2 белая пешка · h2 белая пешка · d1 белая ладья · e1 белая ладья · g1 белый король | 5 |
| 4 | a8 чёрная ладья · d8 чёрный ферзь · e8 чёрный слон · f8 чёрная ладья · g8 чёрный король · c7 чёрная пешка · g7 чёрный слон · h7 чёрная пешка · a6 чёрная пешка · c6 чёрная пешка · d6 чёрный конь · c5 белый слон · f5 чёрная пешка · a4 белый слон · f4 белая пешка · c3 белый конь · a2 белая пешка · b2 белая пешка · f2 белый ферзь · g2 белая пешка · h2 белая пешка · d1 белая ладья · e1 белая ладья · g1 белый король | a8 чёрная ладья · d8 чёрный ферзь · e8 чёрный слон · f8 чёрная ладья · g8 чёрный король · c7 чёрная пешка · g7 чёрный слон · h7 чёрная пешка · a6 чёрная пешка · c6 чёрная пешка · d6 чёрный конь · c5 белый слон · f5 чёрная пешка · a4 белый слон · f4 белая пешка · c3 белый конь · a2 белая пешка · b2 белая пешка · f2 белый ферзь · g2 белая пешка · h2 белая пешка · d1 белая ладья · e1 белая ладья · g1 белый король | a8 чёрная ладья · d8 чёрный ферзь · e8 чёрный слон · f8 чёрная ладья · g8 чёрный король · c7 чёрная пешка · g7 чёрный слон · h7 чёрная пешка · a6 чёрная пешка · c6 чёрная пешка · d6 чёрный конь · c5 белый слон · f5 чёрная пешка · a4 белый слон · f4 белая пешка · c3 белый конь · a2 белая пешка · b2 белая пешка · f2 белый ферзь · g2 белая пешка · h2 белая пешка · d1 белая ладья · e1 белая ладья · g1 белый король | a8 чёрная ладья · d8 чёрный ферзь · e8 чёрный слон · f8 чёрная ладья · g8 чёрный король · c7 чёрная пешка · g7 чёрный слон · h7 чёрная пешка · a6 чёрная пешка · c6 чёрная пешка · d6 чёрный конь · c5 белый слон · f5 чёрная пешка · a4 белый слон · f4 белая пешка · c3 белый конь · a2 белая пешка · b2 белая пешка · f2 белый ферзь · g2 белая пешка · h2 белая пешка · d1 белая ладья · e1 белая ладья · g1 белый король | a8 чёрная ладья · d8 чёрный ферзь · e8 чёрный слон · f8 чёрная ладья · g8 чёрный король · c7 чёрная пешка · g7 чёрный слон · h7 чёрная пешка · a6 чёрная пешка · c6 чёрная пешка · d6 чёрный конь · c5 белый слон · f5 чёрная пешка · a4 белый слон · f4 белая пешка · c3 белый конь · a2 белая пешка · b2 белая пешка · f2 белый ферзь · g2 белая пешка · h2 белая пешка · d1 белая ладья · e1 белая ладья · g1 белый король | a8 чёрная ладья · d8 чёрный ферзь · e8 чёрный слон · f8 чёрная ладья · g8 чёрный король · c7 чёрная пешка · g7 чёрный слон · h7 чёрная пешка · a6 чёрная пешка · c6 чёрная пешка · d6 чёрный конь · c5 белый слон · f5 чёрная пешка · a4 белый слон · f4 белая пешка · c3 белый конь · a2 белая пешка · b2 белая пешка · f2 белый ферзь · g2 белая пешка · h2 белая пешка · d1 белая ладья · e1 белая ладья · g1 белый король | a8 чёрная ладья · d8 чёрный ферзь · e8 чёрный слон · f8 чёрная ладья · g8 чёрный король · c7 чёрная пешка · g7 чёрный слон · h7 чёрная пешка · a6 чёрная пешка · c6 чёрная пешка · d6 чёрный конь · c5 белый слон · f5 чёрная пешка · a4 белый слон · f4 белая пешка · c3 белый конь · a2 белая пешка · b2 белая пешка · f2 белый ферзь · g2 белая пешка · h2 белая пешка · d1 белая ладья · e1 белая ладья · g1 белый король | a8 чёрная ладья · d8 чёрный ферзь · e8 чёрный слон · f8 чёрная ладья · g8 чёрный король · c7 чёрная пешка · g7 чёрный слон · h7 чёрная пешка · a6 чёрная пешка · c6 чёрная пешка · d6 чёрный конь · c5 белый слон · f5 чёрная пешка · a4 белый слон · f4 белая пешка · c3 белый конь · a2 белая пешка · b2 белая пешка · f2 белый ферзь · g2 белая пешка · h2 белая пешка · d1 белая ладья · e1 белая ладья · g1 белый король | 4 |
| 3 | a8 чёрная ладья · d8 чёрный ферзь · e8 чёрный слон · f8 чёрная ладья · g8 чёрный король · c7 чёрная пешка · g7 чёрный слон · h7 чёрная пешка · a6 чёрная пешка · c6 чёрная пешка · d6 чёрный конь · c5 белый слон · f5 чёрная пешка · a4 белый слон · f4 белая пешка · c3 белый конь · a2 белая пешка · b2 белая пешка · f2 белый ферзь · g2 белая пешка · h2 белая пешка · d1 белая ладья · e1 белая ладья · g1 белый король | a8 чёрная ладья · d8 чёрный ферзь · e8 чёрный слон · f8 чёрная ладья · g8 чёрный король · c7 чёрная пешка · g7 чёрный слон · h7 чёрная пешка · a6 чёрная пешка · c6 чёрная пешка · d6 чёрный конь · c5 белый слон · f5 чёрная пешка · a4 белый слон · f4 белая пешка · c3 белый конь · a2 белая пешка · b2 белая пешка · f2 белый ферзь · g2 белая пешка · h2 белая пешка · d1 белая ладья · e1 белая ладья · g1 белый король | a8 чёрная ладья · d8 чёрный ферзь · e8 чёрный слон · f8 чёрная ладья · g8 чёрный король · c7 чёрная пешка · g7 чёрный слон · h7 чёрная пешка · a6 чёрная пешка · c6 чёрная пешка · d6 чёрный конь · c5 белый слон · f5 чёрная пешка · a4 белый слон · f4 белая пешка · c3 белый конь · a2 белая пешка · b2 белая пешка · f2 белый ферзь · g2 белая пешка · h2 белая пешка · d1 белая ладья · e1 белая ладья · g1 белый король | a8 чёрная ладья · d8 чёрный ферзь · e8 чёрный слон · f8 чёрная ладья · g8 чёрный король · c7 чёрная пешка · g7 чёрный слон · h7 чёрная пешка · a6 чёрная пешка · c6 чёрная пешка · d6 чёрный конь · c5 белый слон · f5 чёрная пешка · a4 белый слон · f4 белая пешка · c3 белый конь · a2 белая пешка · b2 белая пешка · f2 белый ферзь · g2 белая пешка · h2 белая пешка · d1 белая ладья · e1 белая ладья · g1 белый король | a8 чёрная ладья · d8 чёрный ферзь · e8 чёрный слон · f8 чёрная ладья · g8 чёрный король · c7 чёрная пешка · g7 чёрный слон · h7 чёрная пешка · a6 чёрная пешка · c6 чёрная пешка · d6 чёрный конь · c5 белый слон · f5 чёрная пешка · a4 белый слон · f4 белая пешка · c3 белый конь · a2 белая пешка · b2 белая пешка · f2 белый ферзь · g2 белая пешка · h2 белая пешка · d1 белая ладья · e1 белая ладья · g1 белый король | a8 чёрная ладья · d8 чёрный ферзь · e8 чёрный слон · f8 чёрная ладья · g8 чёрный король · c7 чёрная пешка · g7 чёрный слон · h7 чёрная пешка · a6 чёрная пешка · c6 чёрная пешка · d6 чёрный конь · c5 белый слон · f5 чёрная пешка · a4 белый слон · f4 белая пешка · c3 белый конь · a2 белая пешка · b2 белая пешка · f2 белый ферзь · g2 белая пешка · h2 белая пешка · d1 белая ладья · e1 белая ладья · g1 белый король | a8 чёрная ладья · d8 чёрный ферзь · e8 чёрный слон · f8 чёрная ладья · g8 чёрный король · c7 чёрная пешка · g7 чёрный слон · h7 чёрная пешка · a6 чёрная пешка · c6 чёрная пешка · d6 чёрный конь · c5 белый слон · f5 чёрная пешка · a4 белый слон · f4 белая пешка · c3 белый конь · a2 белая пешка · b2 белая пешка · f2 белый ферзь · g2 белая пешка · h2 белая пешка · d1 белая ладья · e1 белая ладья · g1 белый король | a8 чёрная ладья · d8 чёрный ферзь · e8 чёрный слон · f8 чёрная ладья · g8 чёрный король · c7 чёрная пешка · g7 чёрный слон · h7 чёрная пешка · a6 чёрная пешка · c6 чёрная пешка · d6 чёрный конь · c5 белый слон · f5 чёрная пешка · a4 белый слон · f4 белая пешка · c3 белый конь · a2 белая пешка · b2 белая пешка · f2 белый ферзь · g2 белая пешка · h2 белая пешка · d1 белая ладья · e1 белая ладья · g1 белый король | 3 |
| 2 | a8 чёрная ладья · d8 чёрный ферзь · e8 чёрный слон · f8 чёрная ладья · g8 чёрный король · c7 чёрная пешка · g7 чёрный слон · h7 чёрная пешка · a6 чёрная пешка · c6 чёрная пешка · d6 чёрный конь · c5 белый слон · f5 чёрная пешка · a4 белый слон · f4 белая пешка · c3 белый конь · a2 белая пешка · b2 белая пешка · f2 белый ферзь · g2 белая пешка · h2 белая пешка · d1 белая ладья · e1 белая ладья · g1 белый король | a8 чёрная ладья · d8 чёрный ферзь · e8 чёрный слон · f8 чёрная ладья · g8 чёрный король · c7 чёрная пешка · g7 чёрный слон · h7 чёрная пешка · a6 чёрная пешка · c6 чёрная пешка · d6 чёрный конь · c5 белый слон · f5 чёрная пешка · a4 белый слон · f4 белая пешка · c3 белый конь · a2 белая пешка · b2 белая пешка · f2 белый ферзь · g2 белая пешка · h2 белая пешка · d1 белая ладья · e1 белая ладья · g1 белый король | a8 чёрная ладья · d8 чёрный ферзь · e8 чёрный слон · f8 чёрная ладья · g8 чёрный король · c7 чёрная пешка · g7 чёрный слон · h7 чёрная пешка · a6 чёрная пешка · c6 чёрная пешка · d6 чёрный конь · c5 белый слон · f5 чёрная пешка · a4 белый слон · f4 белая пешка · c3 белый конь · a2 белая пешка · b2 белая пешка · f2 белый ферзь · g2 белая пешка · h2 белая пешка · d1 белая ладья · e1 белая ладья · g1 белый король | a8 чёрная ладья · d8 чёрный ферзь · e8 чёрный слон · f8 чёрная ладья · g8 чёрный король · c7 чёрная пешка · g7 чёрный слон · h7 чёрная пешка · a6 чёрная пешка · c6 чёрная пешка · d6 чёрный конь · c5 белый слон · f5 чёрная пешка · a4 белый слон · f4 белая пешка · c3 белый конь · a2 белая пешка · b2 белая пешка · f2 белый ферзь · g2 белая пешка · h2 белая пешка · d1 белая ладья · e1 белая ладья · g1 белый король | a8 чёрная ладья · d8 чёрный ферзь · e8 чёрный слон · f8 чёрная ладья · g8 чёрный король · c7 чёрная пешка · g7 чёрный слон · h7 чёрная пешка · a6 чёрная пешка · c6 чёрная пешка · d6 чёрный конь · c5 белый слон · f5 чёрная пешка · a4 белый слон · f4 белая пешка · c3 белый конь · a2 белая пешка · b2 белая пешка · f2 белый ферзь · g2 белая пешка · h2 белая пешка · d1 белая ладья · e1 белая ладья · g1 белый король | a8 чёрная ладья · d8 чёрный ферзь · e8 чёрный слон · f8 чёрная ладья · g8 чёрный король · c7 чёрная пешка · g7 чёрный слон · h7 чёрная пешка · a6 чёрная пешка · c6 чёрная пешка · d6 чёрный конь · c5 белый слон · f5 чёрная пешка · a4 белый слон · f4 белая пешка · c3 белый конь · a2 белая пешка · b2 белая пешка · f2 белый ферзь · g2 белая пешка · h2 белая пешка · d1 белая ладья · e1 белая ладья · g1 белый король | a8 чёрная ладья · d8 чёрный ферзь · e8 чёрный слон · f8 чёрная ладья · g8 чёрный король · c7 чёрная пешка · g7 чёрный слон · h7 чёрная пешка · a6 чёрная пешка · c6 чёрная пешка · d6 чёрный конь · c5 белый слон · f5 чёрная пешка · a4 белый слон · f4 белая пешка · c3 белый конь · a2 белая пешка · b2 белая пешка · f2 белый ферзь · g2 белая пешка · h2 белая пешка · d1 белая ладья · e1 белая ладья · g1 белый король | a8 чёрная ладья · d8 чёрный ферзь · e8 чёрный слон · f8 чёрная ладья · g8 чёрный король · c7 чёрная пешка · g7 чёрный слон · h7 чёрная пешка · a6 чёрная пешка · c6 чёрная пешка · d6 чёрный конь · c5 белый слон · f5 чёрная пешка · a4 белый слон · f4 белая пешка · c3 белый конь · a2 белая пешка · b2 белая пешка · f2 белый ферзь · g2 белая пешка · h2 белая пешка · d1 белая ладья · e1 белая ладья · g1 белый король | 2 |
| 1 | a8 чёрная ладья · d8 чёрный ферзь · e8 чёрный слон · f8 чёрная ладья · g8 чёрный король · c7 чёрная пешка · g7 чёрный слон · h7 чёрная пешка · a6 чёрная пешка · c6 чёрная пешка · d6 чёрный конь · c5 белый слон · f5 чёрная пешка · a4 белый слон · f4 белая пешка · c3 белый конь · a2 белая пешка · b2 белая пешка · f2 белый ферзь · g2 белая пешка · h2 белая пешка · d1 белая ладья · e1 белая ладья · g1 белый король | a8 чёрная ладья · d8 чёрный ферзь · e8 чёрный слон · f8 чёрная ладья · g8 чёрный король · c7 чёрная пешка · g7 чёрный слон · h7 чёрная пешка · a6 чёрная пешка · c6 чёрная пешка · d6 чёрный конь · c5 белый слон · f5 чёрная пешка · a4 белый слон · f4 белая пешка · c3 белый конь · a2 белая пешка · b2 белая пешка · f2 белый ферзь · g2 белая пешка · h2 белая пешка · d1 белая ладья · e1 белая ладья · g1 белый король | a8 чёрная ладья · d8 чёрный ферзь · e8 чёрный слон · f8 чёрная ладья · g8 чёрный король · c7 чёрная пешка · g7 чёрный слон · h7 чёрная пешка · a6 чёрная пешка · c6 чёрная пешка · d6 чёрный конь · c5 белый слон · f5 чёрная пешка · a4 белый слон · f4 белая пешка · c3 белый конь · a2 белая пешка · b2 белая пешка · f2 белый ферзь · g2 белая пешка · h2 белая пешка · d1 белая ладья · e1 белая ладья · g1 белый король | a8 чёрная ладья · d8 чёрный ферзь · e8 чёрный слон · f8 чёрная ладья · g8 чёрный король · c7 чёрная пешка · g7 чёрный слон · h7 чёрная пешка · a6 чёрная пешка · c6 чёрная пешка · d6 чёрный конь · c5 белый слон · f5 чёрная пешка · a4 белый слон · f4 белая пешка · c3 белый конь · a2 белая пешка · b2 белая пешка · f2 белый ферзь · g2 белая пешка · h2 белая пешка · d1 белая ладья · e1 белая ладья · g1 белый король | a8 чёрная ладья · d8 чёрный ферзь · e8 чёрный слон · f8 чёрная ладья · g8 чёрный король · c7 чёрная пешка · g7 чёрный слон · h7 чёрная пешка · a6 чёрная пешка · c6 чёрная пешка · d6 чёрный конь · c5 белый слон · f5 чёрная пешка · a4 белый слон · f4 белая пешка · c3 белый конь · a2 белая пешка · b2 белая пешка · f2 белый ферзь · g2 белая пешка · h2 белая пешка · d1 белая ладья · e1 белая ладья · g1 белый король | a8 чёрная ладья · d8 чёрный ферзь · e8 чёрный слон · f8 чёрная ладья · g8 чёрный король · c7 чёрная пешка · g7 чёрный слон · h7 чёрная пешка · a6 чёрная пешка · c6 чёрная пешка · d6 чёрный конь · c5 белый слон · f5 чёрная пешка · a4 белый слон · f4 белая пешка · c3 белый конь · a2 белая пешка · b2 белая пешка · f2 белый ферзь · g2 белая пешка · h2 белая пешка · d1 белая ладья · e1 белая ладья · g1 белый король | a8 чёрная ладья · d8 чёрный ферзь · e8 чёрный слон · f8 чёрная ладья · g8 чёрный король · c7 чёрная пешка · g7 чёрный слон · h7 чёрная пешка · a6 чёрная пешка · c6 чёрная пешка · d6 чёрный конь · c5 белый слон · f5 чёрная пешка · a4 белый слон · f4 белая пешка · c3 белый конь · a2 белая пешка · b2 белая пешка · f2 белый ферзь · g2 белая пешка · h2 белая пешка · d1 белая ладья · e1 белая ладья · g1 белый король | a8 чёрная ладья · d8 чёрный ферзь · e8 чёрный слон · f8 чёрная ладья · g8 чёрный король · c7 чёрная пешка · g7 чёрный слон · h7 чёрная пешка · a6 чёрная пешка · c6 чёрная пешка · d6 чёрный конь · c5 белый слон · f5 чёрная пешка · a4 белый слон · f4 белая пешка · c3 белый конь · a2 белая пешка · b2 белая пешка · f2 белый ферзь · g2 белая пешка · h2 белая пешка · d1 белая ладья · e1 белая ладья · g1 белый король | 1 |
|   | a | b | c | d | e | f | g | h |   |

|   | a | b | c | d | e | f | g | h |   |
| - | --- | --- | --- | --- | --- | --- | --- | --- | - |
| 8 | a8 чёрная ладья · e8 чёрный король · f8 чёрный слон · b7 чёрная пешка · f7 чёрная пешка · c6 чёрная пешка · e6 чёрный ферзь · f6 чёрный конь · h6 чёрная пешка · a5 чёрная пешка · e5 чёрная пешка · f5 белый конь · h5 белая пешка · a4 белая пешка · g4 чёрная ладья · c3 белая пешка · e3 белый слон · f3 белый ферзь · b2 белая пешка · d2 белая ладья · f2 белая пешка · g2 белая пешка · d1 белая ладья · g1 белый король | a8 чёрная ладья · e8 чёрный король · f8 чёрный слон · b7 чёрная пешка · f7 чёрная пешка · c6 чёрная пешка · e6 чёрный ферзь · f6 чёрный конь · h6 чёрная пешка · a5 чёрная пешка · e5 чёрная пешка · f5 белый конь · h5 белая пешка · a4 белая пешка · g4 чёрная ладья · c3 белая пешка · e3 белый слон · f3 белый ферзь · b2 белая пешка · d2 белая ладья · f2 белая пешка · g2 белая пешка · d1 белая ладья · g1 белый король | a8 чёрная ладья · e8 чёрный король · f8 чёрный слон · b7 чёрная пешка · f7 чёрная пешка · c6 чёрная пешка · e6 чёрный ферзь · f6 чёрный конь · h6 чёрная пешка · a5 чёрная пешка · e5 чёрная пешка · f5 белый конь · h5 белая пешка · a4 белая пешка · g4 чёрная ладья · c3 белая пешка · e3 белый слон · f3 белый ферзь · b2 белая пешка · d2 белая ладья · f2 белая пешка · g2 белая пешка · d1 белая ладья · g1 белый король | a8 чёрная ладья · e8 чёрный король · f8 чёрный слон · b7 чёрная пешка · f7 чёрная пешка · c6 чёрная пешка · e6 чёрный ферзь · f6 чёрный конь · h6 чёрная пешка · a5 чёрная пешка · e5 чёрная пешка · f5 белый конь · h5 белая пешка · a4 белая пешка · g4 чёрная ладья · c3 белая пешка · e3 белый слон · f3 белый ферзь · b2 белая пешка · d2 белая ладья · f2 белая пешка · g2 белая пешка · d1 белая ладья · g1 белый король | a8 чёрная ладья · e8 чёрный король · f8 чёрный слон · b7 чёрная пешка · f7 чёрная пешка · c6 чёрная пешка · e6 чёрный ферзь · f6 чёрный конь · h6 чёрная пешка · a5 чёрная пешка · e5 чёрная пешка · f5 белый конь · h5 белая пешка · a4 белая пешка · g4 чёрная ладья · c3 белая пешка · e3 белый слон · f3 белый ферзь · b2 белая пешка · d2 белая ладья · f2 белая пешка · g2 белая пешка · d1 белая ладья · g1 белый король | a8 чёрная ладья · e8 чёрный король · f8 чёрный слон · b7 чёрная пешка · f7 чёрная пешка · c6 чёрная пешка · e6 чёрный ферзь · f6 чёрный конь · h6 чёрная пешка · a5 чёрная пешка · e5 чёрная пешка · f5 белый конь · h5 белая пешка · a4 белая пешка · g4 чёрная ладья · c3 белая пешка · e3 белый слон · f3 белый ферзь · b2 белая пешка · d2 белая ладья · f2 белая пешка · g2 белая пешка · d1 белая ладья · g1 белый король | a8 чёрная ладья · e8 чёрный король · f8 чёрный слон · b7 чёрная пешка · f7 чёрная пешка · c6 чёрная пешка · e6 чёрный ферзь · f6 чёрный конь · h6 чёрная пешка · a5 чёрная пешка · e5 чёрная пешка · f5 белый конь · h5 белая пешка · a4 белая пешка · g4 чёрная ладья · c3 белая пешка · e3 белый слон · f3 белый ферзь · b2 белая пешка · d2 белая ладья · f2 белая пешка · g2 белая пешка · d1 белая ладья · g1 белый король | a8 чёрная ладья · e8 чёрный король · f8 чёрный слон · b7 чёрная пешка · f7 чёрная пешка · c6 чёрная пешка · e6 чёрный ферзь · f6 чёрный конь · h6 чёрная пешка · a5 чёрная пешка · e5 чёрная пешка · f5 белый конь · h5 белая пешка · a4 белая пешка · g4 чёрная ладья · c3 белая пешка · e3 белый слон · f3 белый ферзь · b2 белая пешка · d2 белая ладья · f2 белая пешка · g2 белая пешка · d1 белая ладья · g1 белый король | 8 |
| 7 | a8 чёрная ладья · e8 чёрный король · f8 чёрный слон · b7 чёрная пешка · f7 чёрная пешка · c6 чёрная пешка · e6 чёрный ферзь · f6 чёрный конь · h6 чёрная пешка · a5 чёрная пешка · e5 чёрная пешка · f5 белый конь · h5 белая пешка · a4 белая пешка · g4 чёрная ладья · c3 белая пешка · e3 белый слон · f3 белый ферзь · b2 белая пешка · d2 белая ладья · f2 белая пешка · g2 белая пешка · d1 белая ладья · g1 белый король | a8 чёрная ладья · e8 чёрный король · f8 чёрный слон · b7 чёрная пешка · f7 чёрная пешка · c6 чёрная пешка · e6 чёрный ферзь · f6 чёрный конь · h6 чёрная пешка · a5 чёрная пешка · e5 чёрная пешка · f5 белый конь · h5 белая пешка · a4 белая пешка · g4 чёрная ладья · c3 белая пешка · e3 белый слон · f3 белый ферзь · b2 белая пешка · d2 белая ладья · f2 белая пешка · g2 белая пешка · d1 белая ладья · g1 белый король | a8 чёрная ладья · e8 чёрный король · f8 чёрный слон · b7 чёрная пешка · f7 чёрная пешка · c6 чёрная пешка · e6 чёрный ферзь · f6 чёрный конь · h6 чёрная пешка · a5 чёрная пешка · e5 чёрная пешка · f5 белый конь · h5 белая пешка · a4 белая пешка · g4 чёрная ладья · c3 белая пешка · e3 белый слон · f3 белый ферзь · b2 белая пешка · d2 белая ладья · f2 белая пешка · g2 белая пешка · d1 белая ладья · g1 белый король | a8 чёрная ладья · e8 чёрный король · f8 чёрный слон · b7 чёрная пешка · f7 чёрная пешка · c6 чёрная пешка · e6 чёрный ферзь · f6 чёрный конь · h6 чёрная пешка · a5 чёрная пешка · e5 чёрная пешка · f5 белый конь · h5 белая пешка · a4 белая пешка · g4 чёрная ладья · c3 белая пешка · e3 белый слон · f3 белый ферзь · b2 белая пешка · d2 белая ладья · f2 белая пешка · g2 белая пешка · d1 белая ладья · g1 белый король | a8 чёрная ладья · e8 чёрный король · f8 чёрный слон · b7 чёрная пешка · f7 чёрная пешка · c6 чёрная пешка · e6 чёрный ферзь · f6 чёрный конь · h6 чёрная пешка · a5 чёрная пешка · e5 чёрная пешка · f5 белый конь · h5 белая пешка · a4 белая пешка · g4 чёрная ладья · c3 белая пешка · e3 белый слон · f3 белый ферзь · b2 белая пешка · d2 белая ладья · f2 белая пешка · g2 белая пешка · d1 белая ладья · g1 белый король | a8 чёрная ладья · e8 чёрный король · f8 чёрный слон · b7 чёрная пешка · f7 чёрная пешка · c6 чёрная пешка · e6 чёрный ферзь · f6 чёрный конь · h6 чёрная пешка · a5 чёрная пешка · e5 чёрная пешка · f5 белый конь · h5 белая пешка · a4 белая пешка · g4 чёрная ладья · c3 белая пешка · e3 белый слон · f3 белый ферзь · b2 белая пешка · d2 белая ладья · f2 белая пешка · g2 белая пешка · d1 белая ладья · g1 белый король | a8 чёрная ладья · e8 чёрный король · f8 чёрный слон · b7 чёрная пешка · f7 чёрная пешка · c6 чёрная пешка · e6 чёрный ферзь · f6 чёрный конь · h6 чёрная пешка · a5 чёрная пешка · e5 чёрная пешка · f5 белый конь · h5 белая пешка · a4 белая пешка · g4 чёрная ладья · c3 белая пешка · e3 белый слон · f3 белый ферзь · b2 белая пешка · d2 белая ладья · f2 белая пешка · g2 белая пешка · d1 белая ладья · g1 белый король | a8 чёрная ладья · e8 чёрный король · f8 чёрный слон · b7 чёрная пешка · f7 чёрная пешка · c6 чёрная пешка · e6 чёрный ферзь · f6 чёрный конь · h6 чёрная пешка · a5 чёрная пешка · e5 чёрная пешка · f5 белый конь · h5 белая пешка · a4 белая пешка · g4 чёрная ладья · c3 белая пешка · e3 белый слон · f3 белый ферзь · b2 белая пешка · d2 белая ладья · f2 белая пешка · g2 белая пешка · d1 белая ладья · g1 белый король | 7 |
| 6 | a8 чёрная ладья · e8 чёрный король · f8 чёрный слон · b7 чёрная пешка · f7 чёрная пешка · c6 чёрная пешка · e6 чёрный ферзь · f6 чёрный конь · h6 чёрная пешка · a5 чёрная пешка · e5 чёрная пешка · f5 белый конь · h5 белая пешка · a4 белая пешка · g4 чёрная ладья · c3 белая пешка · e3 белый слон · f3 белый ферзь · b2 белая пешка · d2 белая ладья · f2 белая пешка · g2 белая пешка · d1 белая ладья · g1 белый король | a8 чёрная ладья · e8 чёрный король · f8 чёрный слон · b7 чёрная пешка · f7 чёрная пешка · c6 чёрная пешка · e6 чёрный ферзь · f6 чёрный конь · h6 чёрная пешка · a5 чёрная пешка · e5 чёрная пешка · f5 белый конь · h5 белая пешка · a4 белая пешка · g4 чёрная ладья · c3 белая пешка · e3 белый слон · f3 белый ферзь · b2 белая пешка · d2 белая ладья · f2 белая пешка · g2 белая пешка · d1 белая ладья · g1 белый король | a8 чёрная ладья · e8 чёрный король · f8 чёрный слон · b7 чёрная пешка · f7 чёрная пешка · c6 чёрная пешка · e6 чёрный ферзь · f6 чёрный конь · h6 чёрная пешка · a5 чёрная пешка · e5 чёрная пешка · f5 белый конь · h5 белая пешка · a4 белая пешка · g4 чёрная ладья · c3 белая пешка · e3 белый слон · f3 белый ферзь · b2 белая пешка · d2 белая ладья · f2 белая пешка · g2 белая пешка · d1 белая ладья · g1 белый король | a8 чёрная ладья · e8 чёрный король · f8 чёрный слон · b7 чёрная пешка · f7 чёрная пешка · c6 чёрная пешка · e6 чёрный ферзь · f6 чёрный конь · h6 чёрная пешка · a5 чёрная пешка · e5 чёрная пешка · f5 белый конь · h5 белая пешка · a4 белая пешка · g4 чёрная ладья · c3 белая пешка · e3 белый слон · f3 белый ферзь · b2 белая пешка · d2 белая ладья · f2 белая пешка · g2 белая пешка · d1 белая ладья · g1 белый король | a8 чёрная ладья · e8 чёрный король · f8 чёрный слон · b7 чёрная пешка · f7 чёрная пешка · c6 чёрная пешка · e6 чёрный ферзь · f6 чёрный конь · h6 чёрная пешка · a5 чёрная пешка · e5 чёрная пешка · f5 белый конь · h5 белая пешка · a4 белая пешка · g4 чёрная ладья · c3 белая пешка · e3 белый слон · f3 белый ферзь · b2 белая пешка · d2 белая ладья · f2 белая пешка · g2 белая пешка · d1 белая ладья · g1 белый король | a8 чёрная ладья · e8 чёрный король · f8 чёрный слон · b7 чёрная пешка · f7 чёрная пешка · c6 чёрная пешка · e6 чёрный ферзь · f6 чёрный конь · h6 чёрная пешка · a5 чёрная пешка · e5 чёрная пешка · f5 белый конь · h5 белая пешка · a4 белая пешка · g4 чёрная ладья · c3 белая пешка · e3 белый слон · f3 белый ферзь · b2 белая пешка · d2 белая ладья · f2 белая пешка · g2 белая пешка · d1 белая ладья · g1 белый король | a8 чёрная ладья · e8 чёрный король · f8 чёрный слон · b7 чёрная пешка · f7 чёрная пешка · c6 чёрная пешка · e6 чёрный ферзь · f6 чёрный конь · h6 чёрная пешка · a5 чёрная пешка · e5 чёрная пешка · f5 белый конь · h5 белая пешка · a4 белая пешка · g4 чёрная ладья · c3 белая пешка · e3 белый слон · f3 белый ферзь · b2 белая пешка · d2 белая ладья · f2 белая пешка · g2 белая пешка · d1 белая ладья · g1 белый король | a8 чёрная ладья · e8 чёрный король · f8 чёрный слон · b7 чёрная пешка · f7 чёрная пешка · c6 чёрная пешка · e6 чёрный ферзь · f6 чёрный конь · h6 чёрная пешка · a5 чёрная пешка · e5 чёрная пешка · f5 белый конь · h5 белая пешка · a4 белая пешка · g4 чёрная ладья · c3 белая пешка · e3 белый слон · f3 белый ферзь · b2 белая пешка · d2 белая ладья · f2 белая пешка · g2 белая пешка · d1 белая ладья · g1 белый король | 6 |
| 5 | a8 чёрная ладья · e8 чёрный король · f8 чёрный слон · b7 чёрная пешка · f7 чёрная пешка · c6 чёрная пешка · e6 чёрный ферзь · f6 чёрный конь · h6 чёрная пешка · a5 чёрная пешка · e5 чёрная пешка · f5 белый конь · h5 белая пешка · a4 белая пешка · g4 чёрная ладья · c3 белая пешка · e3 белый слон · f3 белый ферзь · b2 белая пешка · d2 белая ладья · f2 белая пешка · g2 белая пешка · d1 белая ладья · g1 белый король | a8 чёрная ладья · e8 чёрный король · f8 чёрный слон · b7 чёрная пешка · f7 чёрная пешка · c6 чёрная пешка · e6 чёрный ферзь · f6 чёрный конь · h6 чёрная пешка · a5 чёрная пешка · e5 чёрная пешка · f5 белый конь · h5 белая пешка · a4 белая пешка · g4 чёрная ладья · c3 белая пешка · e3 белый слон · f3 белый ферзь · b2 белая пешка · d2 белая ладья · f2 белая пешка · g2 белая пешка · d1 белая ладья · g1 белый король | a8 чёрная ладья · e8 чёрный король · f8 чёрный слон · b7 чёрная пешка · f7 чёрная пешка · c6 чёрная пешка · e6 чёрный ферзь · f6 чёрный конь · h6 чёрная пешка · a5 чёрная пешка · e5 чёрная пешка · f5 белый конь · h5 белая пешка · a4 белая пешка · g4 чёрная ладья · c3 белая пешка · e3 белый слон · f3 белый ферзь · b2 белая пешка · d2 белая ладья · f2 белая пешка · g2 белая пешка · d1 белая ладья · g1 белый король | a8 чёрная ладья · e8 чёрный король · f8 чёрный слон · b7 чёрная пешка · f7 чёрная пешка · c6 чёрная пешка · e6 чёрный ферзь · f6 чёрный конь · h6 чёрная пешка · a5 чёрная пешка · e5 чёрная пешка · f5 белый конь · h5 белая пешка · a4 белая пешка · g4 чёрная ладья · c3 белая пешка · e3 белый слон · f3 белый ферзь · b2 белая пешка · d2 белая ладья · f2 белая пешка · g2 белая пешка · d1 белая ладья · g1 белый король | a8 чёрная ладья · e8 чёрный король · f8 чёрный слон · b7 чёрная пешка · f7 чёрная пешка · c6 чёрная пешка · e6 чёрный ферзь · f6 чёрный конь · h6 чёрная пешка · a5 чёрная пешка · e5 чёрная пешка · f5 белый конь · h5 белая пешка · a4 белая пешка · g4 чёрная ладья · c3 белая пешка · e3 белый слон · f3 белый ферзь · b2 белая пешка · d2 белая ладья · f2 белая пешка · g2 белая пешка · d1 белая ладья · g1 белый король | a8 чёрная ладья · e8 чёрный король · f8 чёрный слон · b7 чёрная пешка · f7 чёрная пешка · c6 чёрная пешка · e6 чёрный ферзь · f6 чёрный конь · h6 чёрная пешка · a5 чёрная пешка · e5 чёрная пешка · f5 белый конь · h5 белая пешка · a4 белая пешка · g4 чёрная ладья · c3 белая пешка · e3 белый слон · f3 белый ферзь · b2 белая пешка · d2 белая ладья · f2 белая пешка · g2 белая пешка · d1 белая ладья · g1 белый король | a8 чёрная ладья · e8 чёрный король · f8 чёрный слон · b7 чёрная пешка · f7 чёрная пешка · c6 чёрная пешка · e6 чёрный ферзь · f6 чёрный конь · h6 чёрная пешка · a5 чёрная пешка · e5 чёрная пешка · f5 белый конь · h5 белая пешка · a4 белая пешка · g4 чёрная ладья · c3 белая пешка · e3 белый слон · f3 белый ферзь · b2 белая пешка · d2 белая ладья · f2 белая пешка · g2 белая пешка · d1 белая ладья · g1 белый король | a8 чёрная ладья · e8 чёрный король · f8 чёрный слон · b7 чёрная пешка · f7 чёрная пешка · c6 чёрная пешка · e6 чёрный ферзь · f6 чёрный конь · h6 чёрная пешка · a5 чёрная пешка · e5 чёрная пешка · f5 белый конь · h5 белая пешка · a4 белая пешка · g4 чёрная ладья · c3 белая пешка · e3 белый слон · f3 белый ферзь · b2 белая пешка · d2 белая ладья · f2 белая пешка · g2 белая пешка · d1 белая ладья · g1 белый король | 5 |
| 4 | a8 чёрная ладья · e8 чёрный король · f8 чёрный слон · b7 чёрная пешка · f7 чёрная пешка · c6 чёрная пешка · e6 чёрный ферзь · f6 чёрный конь · h6 чёрная пешка · a5 чёрная пешка · e5 чёрная пешка · f5 белый конь · h5 белая пешка · a4 белая пешка · g4 чёрная ладья · c3 белая пешка · e3 белый слон · f3 белый ферзь · b2 белая пешка · d2 белая ладья · f2 белая пешка · g2 белая пешка · d1 белая ладья · g1 белый король | a8 чёрная ладья · e8 чёрный король · f8 чёрный слон · b7 чёрная пешка · f7 чёрная пешка · c6 чёрная пешка · e6 чёрный ферзь · f6 чёрный конь · h6 чёрная пешка · a5 чёрная пешка · e5 чёрная пешка · f5 белый конь · h5 белая пешка · a4 белая пешка · g4 чёрная ладья · c3 белая пешка · e3 белый слон · f3 белый ферзь · b2 белая пешка · d2 белая ладья · f2 белая пешка · g2 белая пешка · d1 белая ладья · g1 белый король | a8 чёрная ладья · e8 чёрный король · f8 чёрный слон · b7 чёрная пешка · f7 чёрная пешка · c6 чёрная пешка · e6 чёрный ферзь · f6 чёрный конь · h6 чёрная пешка · a5 чёрная пешка · e5 чёрная пешка · f5 белый конь · h5 белая пешка · a4 белая пешка · g4 чёрная ладья · c3 белая пешка · e3 белый слон · f3 белый ферзь · b2 белая пешка · d2 белая ладья · f2 белая пешка · g2 белая пешка · d1 белая ладья · g1 белый король | a8 чёрная ладья · e8 чёрный король · f8 чёрный слон · b7 чёрная пешка · f7 чёрная пешка · c6 чёрная пешка · e6 чёрный ферзь · f6 чёрный конь · h6 чёрная пешка · a5 чёрная пешка · e5 чёрная пешка · f5 белый конь · h5 белая пешка · a4 белая пешка · g4 чёрная ладья · c3 белая пешка · e3 белый слон · f3 белый ферзь · b2 белая пешка · d2 белая ладья · f2 белая пешка · g2 белая пешка · d1 белая ладья · g1 белый король | a8 чёрная ладья · e8 чёрный король · f8 чёрный слон · b7 чёрная пешка · f7 чёрная пешка · c6 чёрная пешка · e6 чёрный ферзь · f6 чёрный конь · h6 чёрная пешка · a5 чёрная пешка · e5 чёрная пешка · f5 белый конь · h5 белая пешка · a4 белая пешка · g4 чёрная ладья · c3 белая пешка · e3 белый слон · f3 белый ферзь · b2 белая пешка · d2 белая ладья · f2 белая пешка · g2 белая пешка · d1 белая ладья · g1 белый король | a8 чёрная ладья · e8 чёрный король · f8 чёрный слон · b7 чёрная пешка · f7 чёрная пешка · c6 чёрная пешка · e6 чёрный ферзь · f6 чёрный конь · h6 чёрная пешка · a5 чёрная пешка · e5 чёрная пешка · f5 белый конь · h5 белая пешка · a4 белая пешка · g4 чёрная ладья · c3 белая пешка · e3 белый слон · f3 белый ферзь · b2 белая пешка · d2 белая ладья · f2 белая пешка · g2 белая пешка · d1 белая ладья · g1 белый король | a8 чёрная ладья · e8 чёрный король · f8 чёрный слон · b7 чёрная пешка · f7 чёрная пешка · c6 чёрная пешка · e6 чёрный ферзь · f6 чёрный конь · h6 чёрная пешка · a5 чёрная пешка · e5 чёрная пешка · f5 белый конь · h5 белая пешка · a4 белая пешка · g4 чёрная ладья · c3 белая пешка · e3 белый слон · f3 белый ферзь · b2 белая пешка · d2 белая ладья · f2 белая пешка · g2 белая пешка · d1 белая ладья · g1 белый король | a8 чёрная ладья · e8 чёрный король · f8 чёрный слон · b7 чёрная пешка · f7 чёрная пешка · c6 чёрная пешка · e6 чёрный ферзь · f6 чёрный конь · h6 чёрная пешка · a5 чёрная пешка · e5 чёрная пешка · f5 белый конь · h5 белая пешка · a4 белая пешка · g4 чёрная ладья · c3 белая пешка · e3 белый слон · f3 белый ферзь · b2 белая пешка · d2 белая ладья · f2 белая пешка · g2 белая пешка · d1 белая ладья · g1 белый король | 4 |
| 3 | a8 чёрная ладья · e8 чёрный король · f8 чёрный слон · b7 чёрная пешка · f7 чёрная пешка · c6 чёрная пешка · e6 чёрный ферзь · f6 чёрный конь · h6 чёрная пешка · a5 чёрная пешка · e5 чёрная пешка · f5 белый конь · h5 белая пешка · a4 белая пешка · g4 чёрная ладья · c3 белая пешка · e3 белый слон · f3 белый ферзь · b2 белая пешка · d2 белая ладья · f2 белая пешка · g2 белая пешка · d1 белая ладья · g1 белый король | a8 чёрная ладья · e8 чёрный король · f8 чёрный слон · b7 чёрная пешка · f7 чёрная пешка · c6 чёрная пешка · e6 чёрный ферзь · f6 чёрный конь · h6 чёрная пешка · a5 чёрная пешка · e5 чёрная пешка · f5 белый конь · h5 белая пешка · a4 белая пешка · g4 чёрная ладья · c3 белая пешка · e3 белый слон · f3 белый ферзь · b2 белая пешка · d2 белая ладья · f2 белая пешка · g2 белая пешка · d1 белая ладья · g1 белый король | a8 чёрная ладья · e8 чёрный король · f8 чёрный слон · b7 чёрная пешка · f7 чёрная пешка · c6 чёрная пешка · e6 чёрный ферзь · f6 чёрный конь · h6 чёрная пешка · a5 чёрная пешка · e5 чёрная пешка · f5 белый конь · h5 белая пешка · a4 белая пешка · g4 чёрная ладья · c3 белая пешка · e3 белый слон · f3 белый ферзь · b2 белая пешка · d2 белая ладья · f2 белая пешка · g2 белая пешка · d1 белая ладья · g1 белый король | a8 чёрная ладья · e8 чёрный король · f8 чёрный слон · b7 чёрная пешка · f7 чёрная пешка · c6 чёрная пешка · e6 чёрный ферзь · f6 чёрный конь · h6 чёрная пешка · a5 чёрная пешка · e5 чёрная пешка · f5 белый конь · h5 белая пешка · a4 белая пешка · g4 чёрная ладья · c3 белая пешка · e3 белый слон · f3 белый ферзь · b2 белая пешка · d2 белая ладья · f2 белая пешка · g2 белая пешка · d1 белая ладья · g1 белый король | a8 чёрная ладья · e8 чёрный король · f8 чёрный слон · b7 чёрная пешка · f7 чёрная пешка · c6 чёрная пешка · e6 чёрный ферзь · f6 чёрный конь · h6 чёрная пешка · a5 чёрная пешка · e5 чёрная пешка · f5 белый конь · h5 белая пешка · a4 белая пешка · g4 чёрная ладья · c3 белая пешка · e3 белый слон · f3 белый ферзь · b2 белая пешка · d2 белая ладья · f2 белая пешка · g2 белая пешка · d1 белая ладья · g1 белый король | a8 чёрная ладья · e8 чёрный король · f8 чёрный слон · b7 чёрная пешка · f7 чёрная пешка · c6 чёрная пешка · e6 чёрный ферзь · f6 чёрный конь · h6 чёрная пешка · a5 чёрная пешка · e5 чёрная пешка · f5 белый конь · h5 белая пешка · a4 белая пешка · g4 чёрная ладья · c3 белая пешка · e3 белый слон · f3 белый ферзь · b2 белая пешка · d2 белая ладья · f2 белая пешка · g2 белая пешка · d1 белая ладья · g1 белый король | a8 чёрная ладья · e8 чёрный король · f8 чёрный слон · b7 чёрная пешка · f7 чёрная пешка · c6 чёрная пешка · e6 чёрный ферзь · f6 чёрный конь · h6 чёрная пешка · a5 чёрная пешка · e5 чёрная пешка · f5 белый конь · h5 белая пешка · a4 белая пешка · g4 чёрная ладья · c3 белая пешка · e3 белый слон · f3 белый ферзь · b2 белая пешка · d2 белая ладья · f2 белая пешка · g2 белая пешка · d1 белая ладья · g1 белый король | a8 чёрная ладья · e8 чёрный король · f8 чёрный слон · b7 чёрная пешка · f7 чёрная пешка · c6 чёрная пешка · e6 чёрный ферзь · f6 чёрный конь · h6 чёрная пешка · a5 чёрная пешка · e5 чёрная пешка · f5 белый конь · h5 белая пешка · a4 белая пешка · g4 чёрная ладья · c3 белая пешка · e3 белый слон · f3 белый ферзь · b2 белая пешка · d2 белая ладья · f2 белая пешка · g2 белая пешка · d1 белая ладья · g1 белый король | 3 |
| 2 | a8 чёрная ладья · e8 чёрный король · f8 чёрный слон · b7 чёрная пешка · f7 чёрная пешка · c6 чёрная пешка · e6 чёрный ферзь · f6 чёрный конь · h6 чёрная пешка · a5 чёрная пешка · e5 чёрная пешка · f5 белый конь · h5 белая пешка · a4 белая пешка · g4 чёрная ладья · c3 белая пешка · e3 белый слон · f3 белый ферзь · b2 белая пешка · d2 белая ладья · f2 белая пешка · g2 белая пешка · d1 белая ладья · g1 белый король | a8 чёрная ладья · e8 чёрный король · f8 чёрный слон · b7 чёрная пешка · f7 чёрная пешка · c6 чёрная пешка · e6 чёрный ферзь · f6 чёрный конь · h6 чёрная пешка · a5 чёрная пешка · e5 чёрная пешка · f5 белый конь · h5 белая пешка · a4 белая пешка · g4 чёрная ладья · c3 белая пешка · e3 белый слон · f3 белый ферзь · b2 белая пешка · d2 белая ладья · f2 белая пешка · g2 белая пешка · d1 белая ладья · g1 белый король | a8 чёрная ладья · e8 чёрный король · f8 чёрный слон · b7 чёрная пешка · f7 чёрная пешка · c6 чёрная пешка · e6 чёрный ферзь · f6 чёрный конь · h6 чёрная пешка · a5 чёрная пешка · e5 чёрная пешка · f5 белый конь · h5 белая пешка · a4 белая пешка · g4 чёрная ладья · c3 белая пешка · e3 белый слон · f3 белый ферзь · b2 белая пешка · d2 белая ладья · f2 белая пешка · g2 белая пешка · d1 белая ладья · g1 белый король | a8 чёрная ладья · e8 чёрный король · f8 чёрный слон · b7 чёрная пешка · f7 чёрная пешка · c6 чёрная пешка · e6 чёрный ферзь · f6 чёрный конь · h6 чёрная пешка · a5 чёрная пешка · e5 чёрная пешка · f5 белый конь · h5 белая пешка · a4 белая пешка · g4 чёрная ладья · c3 белая пешка · e3 белый слон · f3 белый ферзь · b2 белая пешка · d2 белая ладья · f2 белая пешка · g2 белая пешка · d1 белая ладья · g1 белый король | a8 чёрная ладья · e8 чёрный король · f8 чёрный слон · b7 чёрная пешка · f7 чёрная пешка · c6 чёрная пешка · e6 чёрный ферзь · f6 чёрный конь · h6 чёрная пешка · a5 чёрная пешка · e5 чёрная пешка · f5 белый конь · h5 белая пешка · a4 белая пешка · g4 чёрная ладья · c3 белая пешка · e3 белый слон · f3 белый ферзь · b2 белая пешка · d2 белая ладья · f2 белая пешка · g2 белая пешка · d1 белая ладья · g1 белый король | a8 чёрная ладья · e8 чёрный король · f8 чёрный слон · b7 чёрная пешка · f7 чёрная пешка · c6 чёрная пешка · e6 чёрный ферзь · f6 чёрный конь · h6 чёрная пешка · a5 чёрная пешка · e5 чёрная пешка · f5 белый конь · h5 белая пешка · a4 белая пешка · g4 чёрная ладья · c3 белая пешка · e3 белый слон · f3 белый ферзь · b2 белая пешка · d2 белая ладья · f2 белая пешка · g2 белая пешка · d1 белая ладья · g1 белый король | a8 чёрная ладья · e8 чёрный король · f8 чёрный слон · b7 чёрная пешка · f7 чёрная пешка · c6 чёрная пешка · e6 чёрный ферзь · f6 чёрный конь · h6 чёрная пешка · a5 чёрная пешка · e5 чёрная пешка · f5 белый конь · h5 белая пешка · a4 белая пешка · g4 чёрная ладья · c3 белая пешка · e3 белый слон · f3 белый ферзь · b2 белая пешка · d2 белая ладья · f2 белая пешка · g2 белая пешка · d1 белая ладья · g1 белый король | a8 чёрная ладья · e8 чёрный король · f8 чёрный слон · b7 чёрная пешка · f7 чёрная пешка · c6 чёрная пешка · e6 чёрный ферзь · f6 чёрный конь · h6 чёрная пешка · a5 чёрная пешка · e5 чёрная пешка · f5 белый конь · h5 белая пешка · a4 белая пешка · g4 чёрная ладья · c3 белая пешка · e3 белый слон · f3 белый ферзь · b2 белая пешка · d2 белая ладья · f2 белая пешка · g2 белая пешка · d1 белая ладья · g1 белый король | 2 |
| 1 | a8 чёрная ладья · e8 чёрный король · f8 чёрный слон · b7 чёрная пешка · f7 чёрная пешка · c6 чёрная пешка · e6 чёрный ферзь · f6 чёрный конь · h6 чёрная пешка · a5 чёрная пешка · e5 чёрная пешка · f5 белый конь · h5 белая пешка · a4 белая пешка · g4 чёрная ладья · c3 белая пешка · e3 белый слон · f3 белый ферзь · b2 белая пешка · d2 белая ладья · f2 белая пешка · g2 белая пешка · d1 белая ладья · g1 белый король | a8 чёрная ладья · e8 чёрный король · f8 чёрный слон · b7 чёрная пешка · f7 чёрная пешка · c6 чёрная пешка · e6 чёрный ферзь · f6 чёрный конь · h6 чёрная пешка · a5 чёрная пешка · e5 чёрная пешка · f5 белый конь · h5 белая пешка · a4 белая пешка · g4 чёрная ладья · c3 белая пешка · e3 белый слон · f3 белый ферзь · b2 белая пешка · d2 белая ладья · f2 белая пешка · g2 белая пешка · d1 белая ладья · g1 белый король | a8 чёрная ладья · e8 чёрный король · f8 чёрный слон · b7 чёрная пешка · f7 чёрная пешка · c6 чёрная пешка · e6 чёрный ферзь · f6 чёрный конь · h6 чёрная пешка · a5 чёрная пешка · e5 чёрная пешка · f5 белый конь · h5 белая пешка · a4 белая пешка · g4 чёрная ладья · c3 белая пешка · e3 белый слон · f3 белый ферзь · b2 белая пешка · d2 белая ладья · f2 белая пешка · g2 белая пешка · d1 белая ладья · g1 белый король | a8 чёрная ладья · e8 чёрный король · f8 чёрный слон · b7 чёрная пешка · f7 чёрная пешка · c6 чёрная пешка · e6 чёрный ферзь · f6 чёрный конь · h6 чёрная пешка · a5 чёрная пешка · e5 чёрная пешка · f5 белый конь · h5 белая пешка · a4 белая пешка · g4 чёрная ладья · c3 белая пешка · e3 белый слон · f3 белый ферзь · b2 белая пешка · d2 белая ладья · f2 белая пешка · g2 белая пешка · d1 белая ладья · g1 белый король | a8 чёрная ладья · e8 чёрный король · f8 чёрный слон · b7 чёрная пешка · f7 чёрная пешка · c6 чёрная пешка · e6 чёрный ферзь · f6 чёрный конь · h6 чёрная пешка · a5 чёрная пешка · e5 чёрная пешка · f5 белый конь · h5 белая пешка · a4 белая пешка · g4 чёрная ладья · c3 белая пешка · e3 белый слон · f3 белый ферзь · b2 белая пешка · d2 белая ладья · f2 белая пешка · g2 белая пешка · d1 белая ладья · g1 белый король | a8 чёрная ладья · e8 чёрный король · f8 чёрный слон · b7 чёрная пешка · f7 чёрная пешка · c6 чёрная пешка · e6 чёрный ферзь · f6 чёрный конь · h6 чёрная пешка · a5 чёрная пешка · e5 чёрная пешка · f5 белый конь · h5 белая пешка · a4 белая пешка · g4 чёрная ладья · c3 белая пешка · e3 белый слон · f3 белый ферзь · b2 белая пешка · d2 белая ладья · f2 белая пешка · g2 белая пешка · d1 белая ладья · g1 белый король | a8 чёрная ладья · e8 чёрный король · f8 чёрный слон · b7 чёрная пешка · f7 чёрная пешка · c6 чёрная пешка · e6 чёрный ферзь · f6 чёрный конь · h6 чёрная пешка · a5 чёрная пешка · e5 чёрная пешка · f5 белый конь · h5 белая пешка · a4 белая пешка · g4 чёрная ладья · c3 белая пешка · e3 белый слон · f3 белый ферзь · b2 белая пешка · d2 белая ладья · f2 белая пешка · g2 белая пешка · d1 белая ладья · g1 белый король | a8 чёрная ладья · e8 чёрный король · f8 чёрный слон · b7 чёрная пешка · f7 чёрная пешка · c6 чёрная пешка · e6 чёрный ферзь · f6 чёрный конь · h6 чёрная пешка · a5 чёрная пешка · e5 чёрная пешка · f5 белый конь · h5 белая пешка · a4 белая пешка · g4 чёрная ладья · c3 белая пешка · e3 белый слон · f3 белый ферзь · b2 белая пешка · d2 белая ладья · f2 белая пешка · g2 белая пешка · d1 белая ладья · g1 белый король | 1 |
|   | a | b | c | d | e | f | g | h |   |

Журнал «Шахматы в СССР» установил две премии за лучшие партии матча. Над отбором и оценкой партий работало жюри в составе Петра Романовского, Михаила Юдовича и Ильи Кана.
Лучшими были признаны две победы белых во втором туре: победа Исаака Болеславского над Ройбеном Файном и победа Изрейела Горовица над Саломоном Флором. Жюри отметило, что встреча Болеславский — Файн содержит ценные дебютные идеи и является образцом тонкой позиционной игры, а в партии Горовиц — Флор белые прекрасно разыграли начало и последовательно и сильно провели атаку, достигнув решающего материального преимущества.
Кроме этого, в раздел были включены партии, которые появились в книгах об участниках матча и энциклопедиях или справочниках как примеры творческих достижений шахматистов: Купчик — Макогонов.
- Денкер — Ботвинник, 1-й тур — 0:1[34]. Будущий чемпион мира ещё с первых ходов хотел наращивать преимущество, а когда черные начали решающую атаку на белого короля, чемпион США после 25 ходов сдался.
- Смыслов — Решевский, 1-й тур — 1:0[35]. В миттельшпиль шахматисты перешли с интересной и равной позицией: слоны и ладья белых против ферзя и сильной пешечной линией черных. Однако в дальнейшем Смыслов использовал опыт Болеславского, который белыми имел такую же позицию в военных турнирах[36]. Решевскому эти партии оказались незнакомыми, он позволил белым слонам захватить центр и впоследствии признал поражение.
- Файн — Болеславский, 1-й тур — ½:½[37]. Файн лучше разыграл дебют и середину партии, добившись позиционного преимущества. Гроссмейстер А. Суэтин назвал защиту Болеславского «героической», ведь в нелегком положении советский шахматист изобретательно отбил все энергичные выпады белых и получил ничью.
- Флор — Горовиц, 1-й тур — 1:0[38]. До 17-го хода шла равная правильная борьба, однако после ошибки черных Флор получил решающее материальное (2 пешки) и позиционное преимущество, поэтому Горовиц сдался на 33-м ходу.
- Рагозин — Сейдмэн, 1-й тур — 1:0[39]. Белые решились на неожиданную жертву пешки на 14-м ходу, что дало им едва заметное позиционное преимущество, которое ещё надо было реализовать. Рагозин справился с этим заданием и перешел в выигрышный конный эндшпиль с лишней пешкой. Активность белого короля и, наоборот, скованная позиция его чёрного визави склонили чашу весов в пользу советского мастера.
- Купчик — Макогонов, 1-й тур — 0:1[33]. Черные методично ограничивали активность белых фигур. Купчик действовал крайне пассивно и сначала позволил Макогонову получить позиционное, а впоследствии и материальное преимущество, в результате чего белые сложили оружие после 40 ходов.
- Котов — Кэжден, 2-й тур — 1:0[40]. Белые получили контроль над диагональю b8-h2 и смогли «посадить» своего чёрного оппонента. «Хороший» слон Котова дал ему решающее преимущество в эндшпиле против «плохого» слона Кэждена.

## Ход матча и результаты
Накануне события, 31 августа, были сыграны две пробные партии. Из Нью-Йорка играли чемпионка США Гизела Грессер и ветеран Эдуард Ласкер, в Москве — трехкратная чемпионка столицы Ольга Морачевская и заслуженный мастер Петр Романовский.
В начале матча стороны обменялись приветственными радиограмами:
Советские участники шлют самые сердечные приветствия их достойным соперникам. Мы уверены, что это будет упорная, интересная борьба, которая откроет новую страницу в международных шахматных состязаниях. Пусть победят сильнейшие!

Ботвинник, Зубарев
Шахматная команда США, оргкомитет и нью-йоркские зрители шлют советским участникам самые теплые приветствия. Мы надеемся, что этот памятный матч явится только одним небольшим шагом в будущих дружественных связях между нашими великими странами. Команда США напряжет все свои силы в этой борьбе. Она присоединяется к вашему пожеланию, чтобы победили сильнейшие.

Вертхейм, Денкер
Уже в дебюте было видно лучшую теоретическую подготовку советских шахматистов. В некоторых партиях американцы получили худшую позицию уже после первых ходов. Только Болеславский неточно сыграл в любимой староиндийской защите, что дало Файну шанс в середине партии атаковать позицию чёрного короля. Советский игрок умело отразил атаку и партия закончилась вничью. В ответ на телеграмму американца: «Третья шахматная доска предлагает ничью и поздравляет своего противника с блестящей защитой», — Болеславский телеграфировал — «Я очень доволен, что удалось отбить атаку такого выдающегося гроссмейстера. Заранее предвкушаю с удовольствием сыграть с ним вторую партию». Кэжден в приличной позиции против Котова прозевал несложный двойной удар и немедленно сдался, Макогонов с лишней пешкой и двумя активными слонами заставил сдаться Купчика. Единственную победу в составе США в первом туре получил Стейнер, проведя эффектный тактический удар черными в партии с Бондаревским. Советский гроссмейстер отверг предложение ничьей, которая поступила от Стейнера в равной позиции, переоценил свои силы и проиграл.
Разгромная победа команды СССР была неожиданностью для всего шахматного мира, частично даже для советских игроков. Лидер сборной Советского Союза Михаил Ботвинник писал: «Могла ли американская команда выступить лучше? Я думаю, что да. Со всем уважением к моим коллегам Смыслову и Болеславскому, они вряд ли смогут ещё раз получить 3½ очка из 4 в матчах против Файна и Решевского. Денкер и Кэжден также имеют все основания ожидать лучшего результата в следующий раз».
Ботвинник вспоминал, что шахматистам неофициально передали поздравления Сталина с победой: «Молодцы, ребята!».
В очном матче-реванше СССР — США в Москве в сентябре 1946 года хозяева победили со счетом 12½:7½.
Уверенные победы сборной СССР ознаменовали начало эпохи доминирования советской шахматной школы в мире — представители Советского Союза практически неизменно выигрывали шахматные олимпиады и чемпионаты мира как среди мужчин, так и среди женщин.
|    | СССР                |         |         |         |  |         |         |         |  |           | США                |
| №  | Участник            | 1-й тур | 1-й тур | 1-й тур |  | 2-й тур | 2-й тур | 2-й тур |  | Результат | Участник           |
| -- | ------------------- | ------- | ------- | ------- |  | ------- | ------- | ------- |  | --------- | ------------------ |
| 1  | Ботвинник, Михаил   | 1       | —       | 0       |  | 1       | —       | 0       |  | 2-0       | Денкер, Арнолд     |
| 2  | Смыслов, Василий    | 1       | —       | 0       |  | 1       | —       | 0       |  | 2-0       | Решевский, Самуэль |
| 3  | Болеславский, Исаак | ½       | —       | ½       |  | 1       | —       | 0       |  | 1½-½      | Файн, Ройбен       |
| 4  | Флор, Саломон       | 1       | —       | 0       |  | 0       | —       | 1       |  | 1-1       | Горовиц, Изрейел   |
| 5  | Котов, Александр    | 1       | —       | 0       |  | 1       | —       | 0       |  | 2-0       | Кэжден, Исаак      |
| 6  | Бондаревский, Игорь | 0       | —       | 1       |  | ½       | —       | ½       |  | ½-1½      | Стейнер, Герман    |
| 7  | Лилиенталь, Андрэ   | ½       | —       | ½       |  | ½       | —       | ½       |  | 1-1       | Пинкус, Альберт    |
| 8  | Рагозин, Вячеслав   | 1       | —       | 0       |  | 1       | —       | 0       |  | 2-0       | Сейдмэн, Герберт   |
| 9  | Макогонов, Владимир | 1       | —       | 0       |  | ½       | —       | ½       |  | 1½-½      | Купчик, Абрахам    |
| 10 | Бронштейн, Давид    | 1       | —       | 0       |  | 1       | —       | 0       |  | 2-0       | Сантасьер, Антони  |
|    | Всего               | 8       | —       | 2       |  | 7½      | —       | 2½      |  | 15½ — 4½  |                    |